# 브이 포 벤데타 (영화)
"브이 포 벤데타"(영어: V for Vendetta)는 제임스 맥테이그가 감독하고, 조엘 실버와 워쇼스키 형제가 제작·각본하여 2005년 제작, 2006년 개봉한 SF 영화이다. 이 영화는 앨런 무어와 데이비드 로이드가 만든 그래픽 노블 "브이 포 벤데타"를 각색한 작품이다. 가까운 미래에 디스토피아 사회가 된 영국의 런던을 배경으로, 영화는 정치적 전복과 동시에 개인적 복수를 꾀하는 정체불명의 반체제 운동가 브이를 따라 진행된다. 주연으로는 브이 역은 휴고 위빙, 이비 해몬드 역은 내털리 포트먼, 서틀러 대법관 역은 존 허트, 핀치 경감 역은 스티븐 레이가 연기했다.
워너 브라더스는 원래 이 영화를 제400회 가이 포크스의 밤 전날인 2005년 11월 4일에 개봉하려 했으나 연기되어 2006년 3월 17일에 개봉했다. 전 세계적 흥행 수익은 1억 3천2백만 달러 이상으로 상업적으로 성공했으며, 평론들도 긍정적이었다. 그러나 원작자 무어는 자신의 만화를 영화화한 다른 두 영화 "프롬 헬"과 "젠틀맨 리그"에 실망한 뒤, 영화를 보는 것을 거부하고 영화에서 멀찍이 거리를 두었다. 실제로 영화 크레딧에는 데이비드 로이드의 이름만 올라가 있다. 영화 제작자들은 원작에 나오는 무정부주의적 테마들과 마약 관련 내용들을 삭제했고, 자기들 생각에 2006년의 관객들에게 더 와닿을 것 같은 것으로 정치적 메시지도 변경했다.

## 줄거리
2034년, 대영제국은 극우 노스파이어 정권이 지배하는 전체주의 국가가 되었다. BTN 방송국에 근무하는 젊은 여성 이비 해몬드는 통금 시간을 어겼다가 비밀 경찰들에게 강간을 당할 뻔한다. 이비는 '브이'라고 하는 마스크를 쓴 자에 의해 구출되고, 브이에 의한 중앙 형사 재판소(올드 베일리) 폭파를 목격한다. 독재 정부에서는 이 사건을 국민들에게 긴급 건물 철거라고 거짓 발표하지만, 브이가 BTN 방송국을 점거하고 방송을 내보내어 거짓말인 것이 들통나고 만다. 11월 5일, 그는 1년 뒤 이날 자신이 영국 국회의사당을 파괴할 것이며, 그때 영국 국민들은 포학한 정부에 맞서 봉기하라고 선동하는 메시지를 내보낸다. 이비는 브이가 탈출하도록 돕지만, 이로 인해 위험에 처하게 된다. 브이는 이비를 구해 주고, 고문당하는 것을 막아 주기 위해 이비를 자기가 사는 섀도우 갤러리로 데려온 뒤 자신과 함께 숨어 있게 한다. 브이가 정부 관료들을 살해하고 있다는 것을 알게 된 이비는 릴리맨 살해에 가담하는 척 하다가 BTN 상사인 텔레비전 스타 고든 디트리히의 집으로 도망간다. 그러나 고든이 정권을 풍자하는 코미디를 제작해 방송하자 크리디와 비밀 경찰들이 고든의 집을 급습해 쿠란을 가지고 있었다는 죄목으로 고든을 잡아간다. 도망가던 이비도 붙잡혀 수일 동안 감금되고 고문당한다. 그 와중에 그녀의 긴 장발은 수용소 스타일의 스포츠 머리로 삭발되고 말았다. 다른 죄수 발레리가 남긴 쪽지에서 위안을 얻고 있던 이비는 브이의 은신처를 말하지 않으면 처형될 것이라는 심문에 차라리 죽겠다고 대답한다. 그런데 그 직후 이비는 석방되고, 이비는 브이가 자신이 잡혀간 것처럼 꾸몄다는 것을 알게 된다. 브이는 그것이 이비를 파시스트 정권의 공포에서 자유롭게 해주기 위해서였다며, "공포를 느끼지 않을 때만 자유로워질 수 있다"라고 말한다. 그로부터 얼마 후, 이비는 11월 5일 이전에 돌아오겠다고 약속하고 브이를 떠난다.

고든의 비밀 방에 있던 깃발. 고든은 브이와 마찬가지로 정부가 금지한 예술품들을 몰래 모으고 있었다.

브이의 탄생에 대한 조사를 하던 핀치 경감은 어떻게 노스파이어가 권력을 얻게 되었는지 알게 된다. 14년 전, 영국은 전쟁과 테러리즘으로 고통받고 있었다. 공공연히 파시스트였던 보수적 정당 노스파이어 당은 질서의 부흥을 위해 숙청에 앞장섰다. 국가의 적(무슬림, 흑인, 동성애자, 레즈비언, 공산주의자 등)들은 비밀 경찰에 의해 밤새 납치되었다. 영국은 바이오테러리스트 공격이 발생해 약 80,000명의 사람들이 사망했을 때까지 자유의 상실에 대한 의견이 갈라져 있었다. 그러나 테러 공격을 계기로 국가 체제를 전체주의로 전환했고, 그것을 주도한 아담 서틀러는 대법관이 되었다. 사실 이 바이러스는 라크힐 강제 수용소에서 '사회 부적응자'들과 정치적 반대파들에 대한 무시무시한 생체 실험으로 노스파이어가 권력을 얻기 위해 만들어낸 것이었다. 브이 역시 수용소에 갇힌 죄수들 중 하나였으나, 생체실험으로 죽지 않고 오히려 그로 인해 정신적·신체적 능력이 고양되었다. 결국 브이는 수용소를 파괴하고 탈출해 노스파이어 정권에 복수할 것을 맹세한다. 브이가 이비와 만난 동안 살해한 프로테로, 릴리맨, 서리지는 모두 라크힐에서 근무한 적이 있었고, 그 결과로서 직위가 상승한 것이었다.
11월 5일이 다가오고, 브이의 계획은 영국을 카오스 상태로 만든다. 브이가 런던 전역에 가이 포크스 가면을 배달한 것이다. 가면을 쓰고 놀던 어린아이가 비밀 경찰의 총에 맞아 죽고, 사람들은 폭발한다. 11월 4일, 이비는 브이를 다시 찾아오고, 브이는 이비에게 폭발물로 가득 채운 열차를 보여 준다. 브이의 최종 계획은 버려진 런던의 지하철을 이용해 국회의사당을 날려 버리는 것이었다. 브이는 궁극적인 결정은 자신이 내릴 수 없다며 국회의사당 파괴의 선택을 이비에게 맡긴다. 이비는 떠나지 말라고 브이를 설득하고 그에게 키스하지만 브이는 자신은 머무를 수 없다고 대답한 뒤 크리디 당수를 만나러 떠난다. 브이와 크리디는 이전에 브이가 항복하면 그 대가로 서틀러 대법관을 브이에게 넘겨 주겠다고 약속한 바 있었다. 버려진 지하철역에 서틀러를 끌고 나타난 크리디는 브이의 앞에서 서틀러를 죽이지만 브이는 항복하지 않고 오히려 크리디와 그 부하들을 죽여 버린다. 마지막 싸움에서 치명적인 부상을 입은 브이는 이비에게 돌아온다. 브이는 이비를 사랑했으며, 고맙다는 말을 남기고 죽는다. 이비는 브이의 시체를 폭발물들과 함께 열차 안에 눕힌다.
이비가 열차를 출발시키려 할 때, 핀치 경감이 나타난다. 그러나 브이에 대한 조사를 하는 중 노스파이어 정권의 부패와 타락을 목격한 핀치는 이비를 막지 않는다. 한편, 가이 포크스 가면을 쓴 런던 시민 수천 명이 국회의사당으로 행진한다. 시민들 사이에는 죽은 사람들, 즉 비밀 경찰에게 죽은 어린아이, 발레리의 회상 장면에서 나온 게이들, 이비의 부모, 라크힐에서 브이의 옆방에 수감되어 있던 레즈비언 발레리와 그 파트너 루스, 그리고 고든 디트리히의 모습이 보인다. 크리디와 서틀러가 죽었기 때문에 군인들은 시민들을 막지 못한다. 차이콥스키의 «1812년 서곡»이 흐르는 가운데, 이비와 핀치는 위로 올라간다. 곡이 클라이맥스에 달하고, 국회의사당은 대폭발을 일으키며 무너진다. 가까운 옥상에서, 이비와 핀치는 함께 그 장면을 보고 있다가 핀치가 갑자기 이비에게 브이가 누구였는지 묻는다. 이비는 “그는 에드몽 당테스였어요. 그리고 내 아버지였고…내 어머니였고…내 오빠였고…내 친구였고…형사님이었고…나 자신이었고…그는 '우리들 모두'였어요."라고 대답한다.

## 출연진

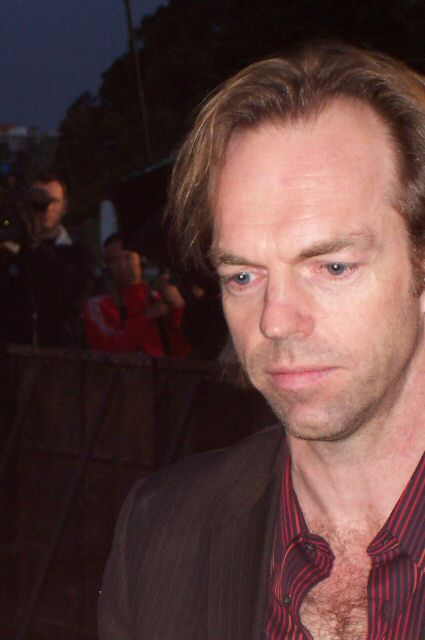
브이 역 휴고 위빙
(2003년 11월 2일).

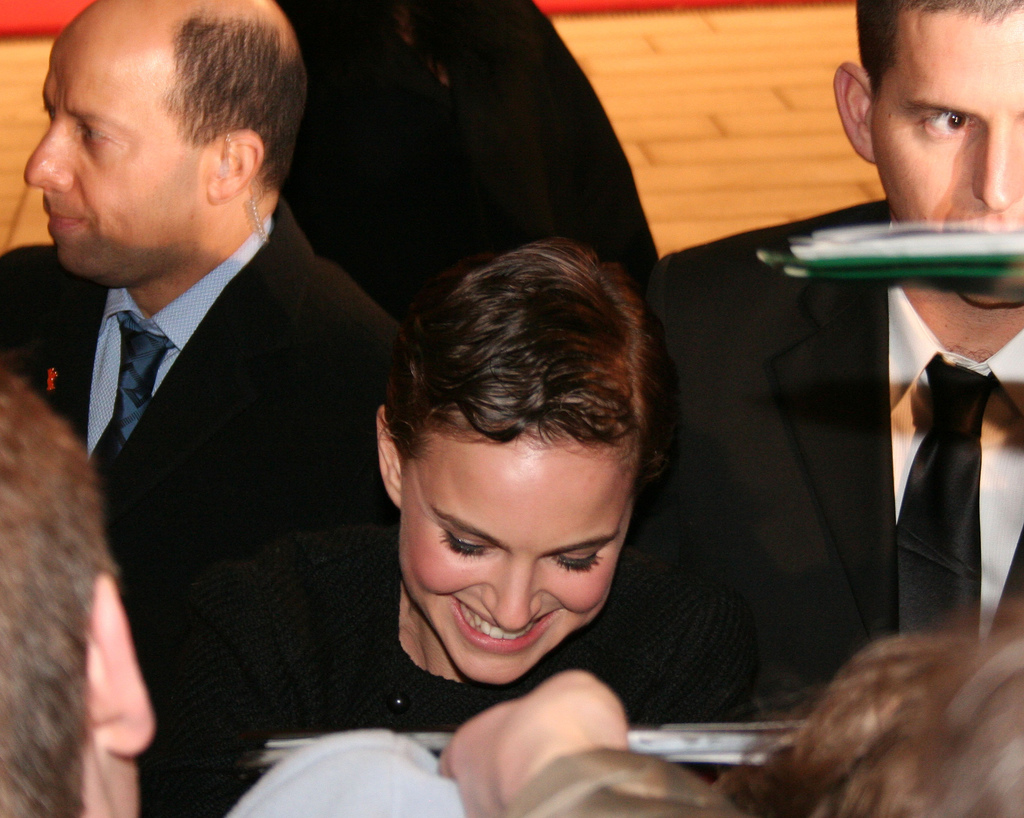
이비 역 내털리 포트먼
(2006년 2월 13일).

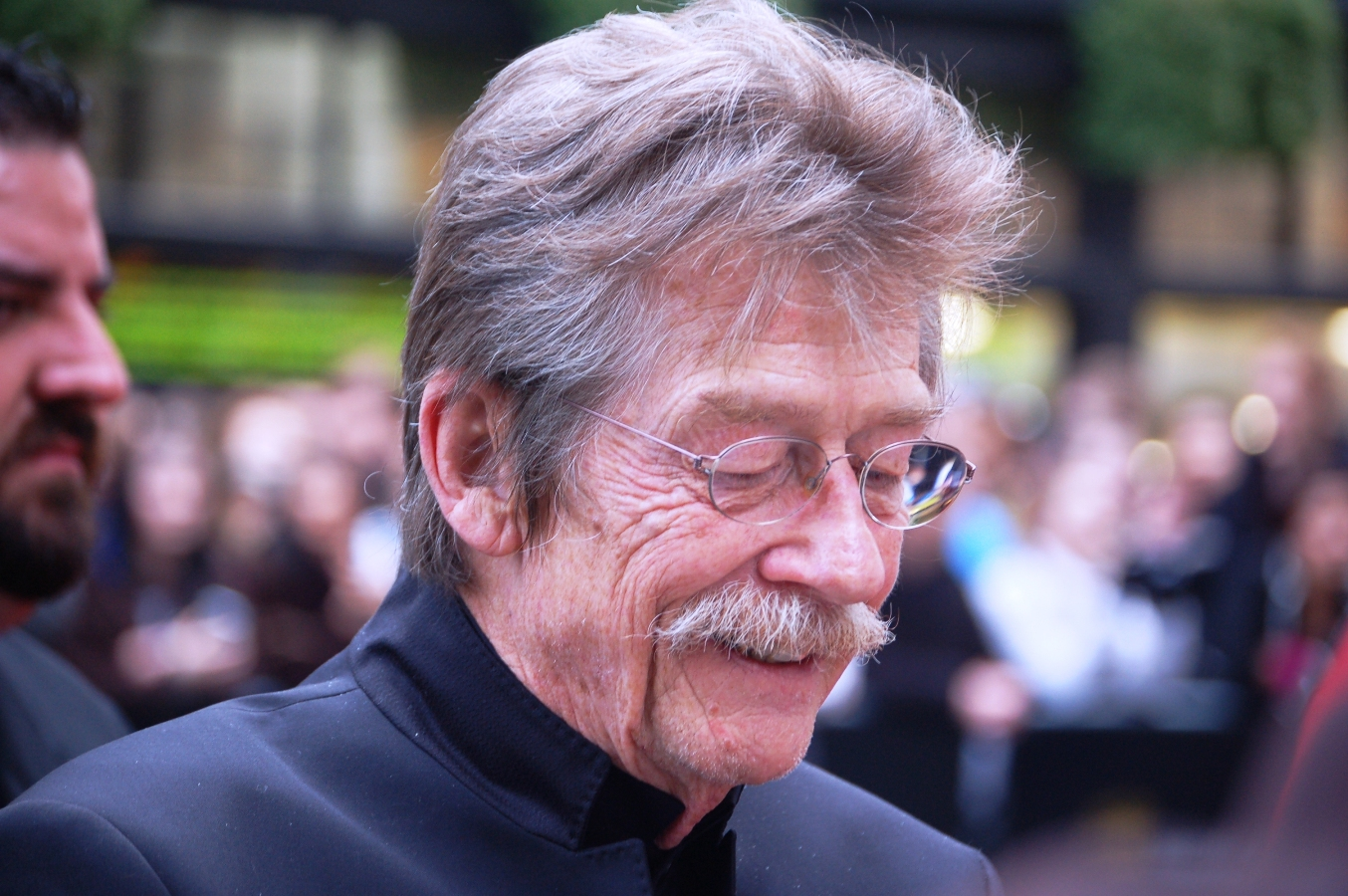
서틀러 역 존 허트
(2008년 4월 20일).

- 휴고 위빙(브이 역): 원래 브이 역에는 제임스 퓨어포이가 캐스팅되었었는데, 마스크 착용시 숨쉬는 것을 어려워해[4], 휴고 위빙으로 대체되었다. 위빙은 이전에도 조엘 실버 및 워쇼스키 형제와 함께 "매트릭스 시리즈"에서 스미스 요원 역할로 열연한 바 있었다. 영화의 일부 부분에는 퓨어포이가 연기한 브이가 나오는데, 이후 위빙이 더빙했다[5].
- 내털리 포트먼(이비 해먼드 역): 맥테이그 감독은 자기가 조감독을 했던 "클론의 습격"에서 포트먼을 처음 만났다. 이비 역을 준비하면서, 포트먼은 영국 발음을 익히기 위해서 방언학자 바버라 버클리와 함께 일했다. 또한 포트먼은 "웨더 언더그라운드"같은 영화를 탐구하고, 메나헴 베긴의 자서전을 읽기도 했다[6]. 포트먼은 위빙과 함께 영화 톱 빌링(주연 배우 이름을 적은 포스터 최상부)에 올라갔다. 영화에서 포트먼의 역할은 "레옹"에서의 마틸다 랜도 역과 비슷하다고 할 수 있다[7]. 포트먼에 따르면, “브이와 이비 사이의 관계는 레옹에서의 그것과 [비슷한] 복잡성을 가지고 있다”. 이비 고문 장면에서는 실제로 머리를 삭발하는 열연을 보였다[8].
- 존 허트(애덤 서틀러 대법관 역): 전 영국 보수당 하원 의원이자 국방 차관인 대법관 서틀러는 노스파이어의 창건자이자 영국을 통치하는 사실상의 독재자이다. 이 독재자 역할을 맡은 허트는 다른 디스토피아 영화 "1984년"에서는 상반된 역할, 즉 독재 사회의 피해자인 윈스턴 스미스를 연기했었다[9][10].
- 스티븐 레이(에릭 핀치 경감 역): 핀치는 브이 사건을 조사하는 수석 수사관이다. 핀치는 조사 도중, 이루 말할 수 없는 정치적 범죄를 발견하게 된다. 레아는 올드 베일리에 폭탄을 던지고 검거된 과격 IRA 멤버 둘러스 프라이스와 결혼한 적이 있어, 정치와 테러리즘에 문외한이 아니다. 정치적으로 영화 제작에 참가했냐는 질문에 레아는 “글쎄, 이게 그냥 만화 내용일 뿐이었다면 별로 흥미가 없었을 겁니다” “여기에 등장하는 정치는 무엇이 그 정치의 크기와 힘을 주었는지이고, 물론 저는 정치에 관심이 많죠. 왜 안 그렇겠어요?”라고 대꾸했다[11].
- 스티븐 프라이(고든 디트리히 역): 토크쇼 진행자 고든 디트리히는 동성애자이지만 정부의 규제 때문에 그 사실을 숨기고 있다. 영화내 역할에 대해 어떻게 생각하냐는 질문에 프라이는 “맞아 죽는거예요! 지금까지 영화에서 맞아 죽어본 적이 한번도 없었는데, 요번에 봉으로 맞아 죽는다고 하니까 정말 신나요.”라고 대답했다[12].
- 시네이드 쿠잭(닥터 델리아 서리지 역): 닥터 서리지는 라크힐 강제 수용소의 수석 의사였다. 브이는 서리지의 연구 때문에 라크힐에서의 고문과 살해가 자행되었다고 말한다. 브이의 다른 피살자들과 달리 서리지는 아직 양심이 있었으며, 자신이 저지른 범죄에 대한 죄의식을 가지고 있었다. 때문에 브이는 고통 없는 약물로 서리지를 죽인다.
- 존 스탠딩(앤서니 제임스 릴리먼 주교 역): 릴리먼은 웨스트민스터 사원의 퇴폐 주교로, 소아성애자이다. 릴리먼은 라크힐 수용소의 목사였으며, 릴리먼을 주교 자리에 앉혀 놓은 것은 서틀러이다. 이비는 브이와 엮이지 않기 위해 릴리먼에게 브이의 테러를 경고했지만, 릴리먼은 흘려들었고 브이에 의해 독살당한다. 릴리먼 역할에 대해 스탠딩은 “릴리먼 역할을 정말로 즐겼어요… 릴리먼은 다소 우스꽝스러우면서 아주 형편없는 사람이거든요. 연기하기 즐거운 캐릭터죠.”라고 말했다[6].
- 팀 피곳스미스(피터 크리디 역): 크리디는 노스파이어의 당수이자 영국 비밀 경찰 ‘손가락’의 우두머리이며 영화 내 주요 악역 중 한 명이다. 독재자는 대법관 서틀러이지만, 정권의 실제적 힘은 비밀경찰 크리디에게서 나오는 것이다. 크리디가 브이를 막지 못하자 서틀러는 크리디를 해임할 것이라고 협박하고, 결국 영화의 클라이맥스 부분에서 크리디는 서틀러를 배신하고 브이에게 넘겨 죽인다. 크리디 역시 브이에 의해 목이 졸려 죽는다[6].
- 루퍼트 그레이브스(도미니크 스톤 경사 역): 도미니크는 핀치 경감의 부관이다. 원작에서보다 비중이 줄어들었다.
- 너태샤 위트먼(밸러리 페이지 역): 발레리는 노스파이어 정권에 의한 '사회 부적응자'에 속하는 레즈비언이었다. 플래시백에 등장하는 어린 발레리는 이머전 푸츠가 연기했다. LGBT 평론가들은 국가에 의한 피해자로서 발레리의 상징적 역할을 긍정적으로 받아들였다. 영화평론가 마이클 젠슨은 발레리 장면을 “비단 이 장면이 아름답게 연기되고 잘 쓰여졌기 때문만이 아니라, [할리우드 영화]에서 완전히 뜻밖이기 때문이다.” 라고 극찬했다[13].
- 로저 알람(루이스 프로테로 역): ‘영국의 목소리’ 루이스 프로테로는 노스파이어 정권의 대변자로, BTN의 텔레비전 프로그램에 출연한다. 프로테로는 라크힐 수용소의 사령관이었으며, 결국 브이에게 살해당한다. 일부 평론가들과 논평자들은 프로테로가 빌 오라일리, 모튼 다우니, 러시 림보 같은 미국의 우익 인사들의 패러디라고 분석했다[10][14].
- 벤 마일즈(로저 다스콤 역): 영화 내에서 뚜렷하게 언급되지는 않지만, 다스콤은 서틀러 무리의 프로파간다를 담당하고 있으며, 조던 타워에 설치된 폭탄을 해체한다. 다스콤은 노스파이어 내각의 당원이다. 다스콤의 생사는 확실하지 않지만, 결국 유폐되거나 살해된 듯하다[6].
- 클라이브 애쉬본(가이 포크스 역): 가이 포크스의 이야기는 영화의 시작 부분에 잠깐 언급되는데, 브이는 포크스에게서 역사적 영감을 받는다.
- 가이 헨리(콘래드 하이어 역): 노스파이어 내각의 구성원. 원작과 마찬가지로 영화에서도 콘래드는 시각적 감시를 담당하는 ‘눈’의 우두머리이다. 콘래드의 생사는 불확실하지만 그는 내각에 머물수 없었고, 아마 쫓겨난 듯하다.
- 에디 마산(브라이언 에더리지 역): 노스파이어 내각의 구성원. 원작과 마찬가지로 영화에서도 에더리지는 청각적 감시를 담당하는 ‘귀’의 우두머리이다. 에더리지는 도청과 대규모의 감시차를 총괄하고 있으며, 서틀러에게 보고하는 모습을 종종 볼 수 있다. 로저 다스콤과 마찬가지로 에더리지 역시 노스파이어 정권이 무너졌을 때 유폐되거나 살해된 것으로 보인다.

## 제작

### 개발

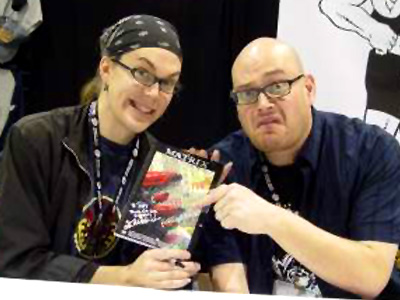
워쇼스키 형제. 왼쪽이 래리 워쇼스키, 오른쪽이 앤디 워쇼스키이다.

이 영화의 제작자들 중 다수는 "매트릭스 시리즈"와 관련이 있는 사람들이다. 1988년, 제작자 조엘 실버는 앨런 무어의 두 작품 "브이 포 벤데타"와 "왓치맨"의 권리를 획득했다. "브이 포 벤데타"의 팬이었던 워쇼스키 형제는 "매트릭스" 작업을 하기 전인 1990년대 중반에 원작을 충실하게 따른 각본의 초안을 썼다. "매트릭스"의 2편과 3편을 편집하던 동안, 그들은 각본을 검토한 뒤 제임스 맥테이그에게 감독직을 제안했다. 세 사람 모두 원작의 테마들이 현재의 정치 구도에 상응한다는 것을 발견했다. 각본을 검토하면서, 워쇼스키 형제는 이야기를 응축하고 현대화하면서도 그 근간과 테마를 유지하기 위해 수정에 착수했다. 맥테이그는 "브이 포 벤데타"를 준비하면서 영화 "알제리 전투"에서 주요한 영향을 받았다.
무어는 자신의 만화를 영화화할 때 마다의 분쟁은 물론, 자신이 영화의 각본 및 연출에 참여하지 못했기 때문에 노골적으로 영화와 관계를 끊었다. 그는 소속 출판사인 DC 코믹스의 모회사 워너 브라더스가 무어가 영화를 추천했다는 발언을 철회하지 않자 DC 코믹스와의 협동 작업을 끝내 버렸다. 무어는 각본의 플롯에는 구멍이 나 있고 원작의 테마로 양 극단의 정치 이데올로기(파시즘과 아나키즘)를 설정했는데그것을 "요새 유행하는 미국식 신보수주의 vs. 미국식 자유주의"로 개조하고 말았다고 주장했다. 무어 본인의 희망에 따라, 무어의 이름은 영화의 엔딩 크레딧에 보이지 않는다. 하지만 공저자이자 그림 작가 데이비드 로이드는 영화화에 찬성하면서, 각본이 매우 좋으며, 무어는 책의 내용 전체가 영화가 되어야만 만족할 것이라고 했다.

### 촬영

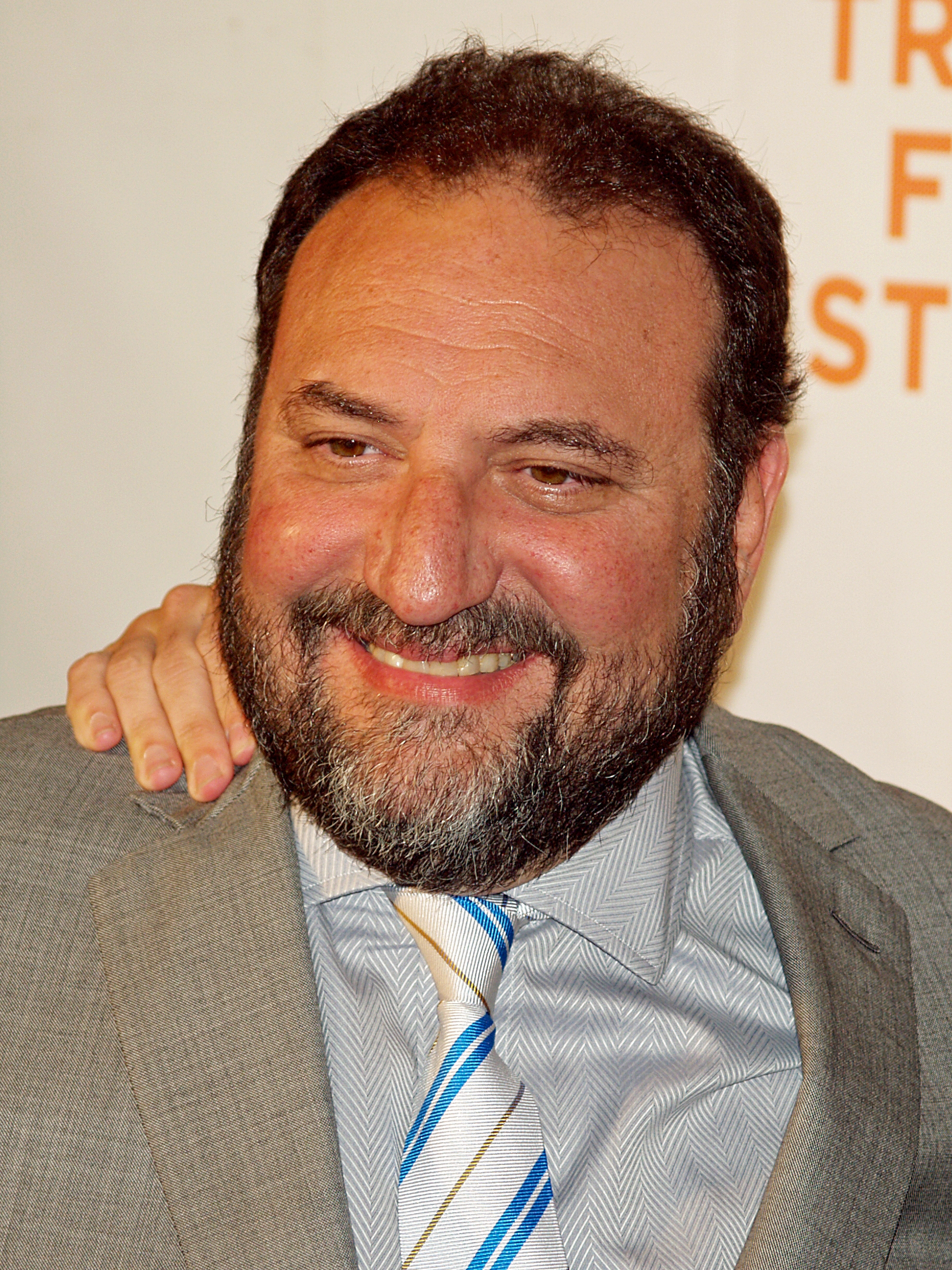
제작자 조엘 실버.

"브이 포 벤데타"는 영국의 런던과 도이칠란트 포츠담의 바벨스버그 스튜디오에서 촬영되었다. 영화의 상당 부분은 사운드 스테이지와 실내 촬영 세트에서 촬영되었는데, 그 중 베를린에서 작업한 부분은 노스파이어의 집회 회상씬, 라크힐, 릴리먼 주교의 침실, 이렇게 세 장면이다. 버려진 런던 지하철 장면은 폐역이 된 알드위치 지하철 역에서 촬영한 것이다. "브이 포 벤데타"는 영화 촬영 기사 에이드리언 비들이 촬영한 최후의 영화가 되었다. 비들은 2005년 12월 7일에 심장 발작으로 사망했다.
영화는 복고 미래풍으로 디자인되었고, 전체주의 런던의 침체되고 음산한 느낌을 주기 위해 회색톤을 주로 사용했다. 사용된 세트들 중 가장 큰 세트는 섀도 갤러리로, 토굴과 언더크로프트(지하 또는 반지하의 둥근 천장의 방)의 중간 느낌을 주도록 제작되었다. 섀도 갤러리는 브이의 은신처이자, 국가에 의해 금지된 각종 예술품들을 저장해 놓은 곳이기도 하다. 섀도 갤러리에 있는 예술품으로는 얀 판 에이크의 '아르놀피니 부부의 초상', 티치아노의 '바쿠스와 아리아드네', 누아르 영화 "밀드레드 피어스"의 포스터, 안드레아 만테냐의 «성 세바스티아노»(St. Sebastian), 존 윌리엄 워터하우스의 '샬롯의 아가씨'(The Lady of Shalott), 알베르토 자코메티의 조각상 등이 있다.

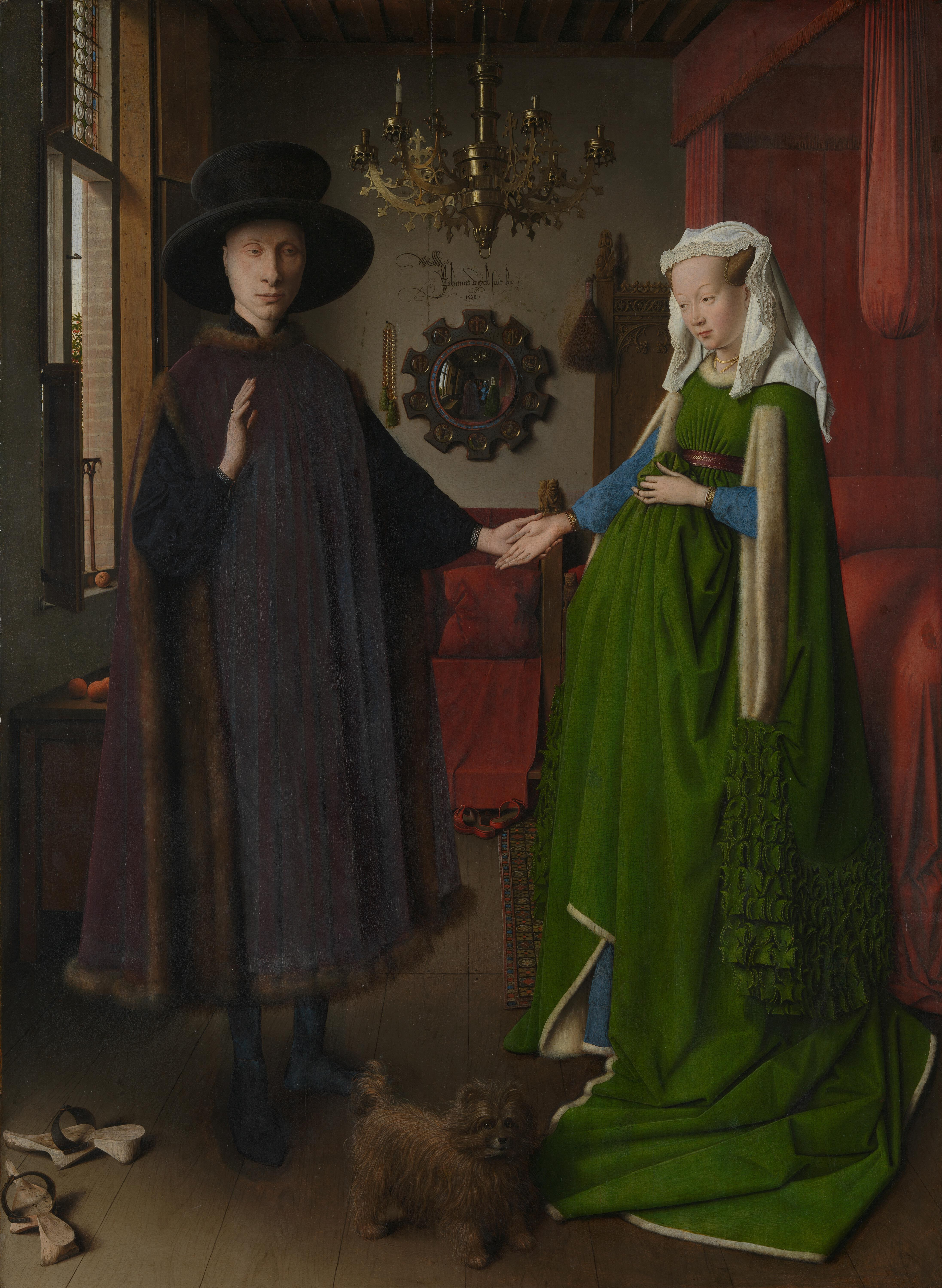
아르놀피니 부부의 초상.
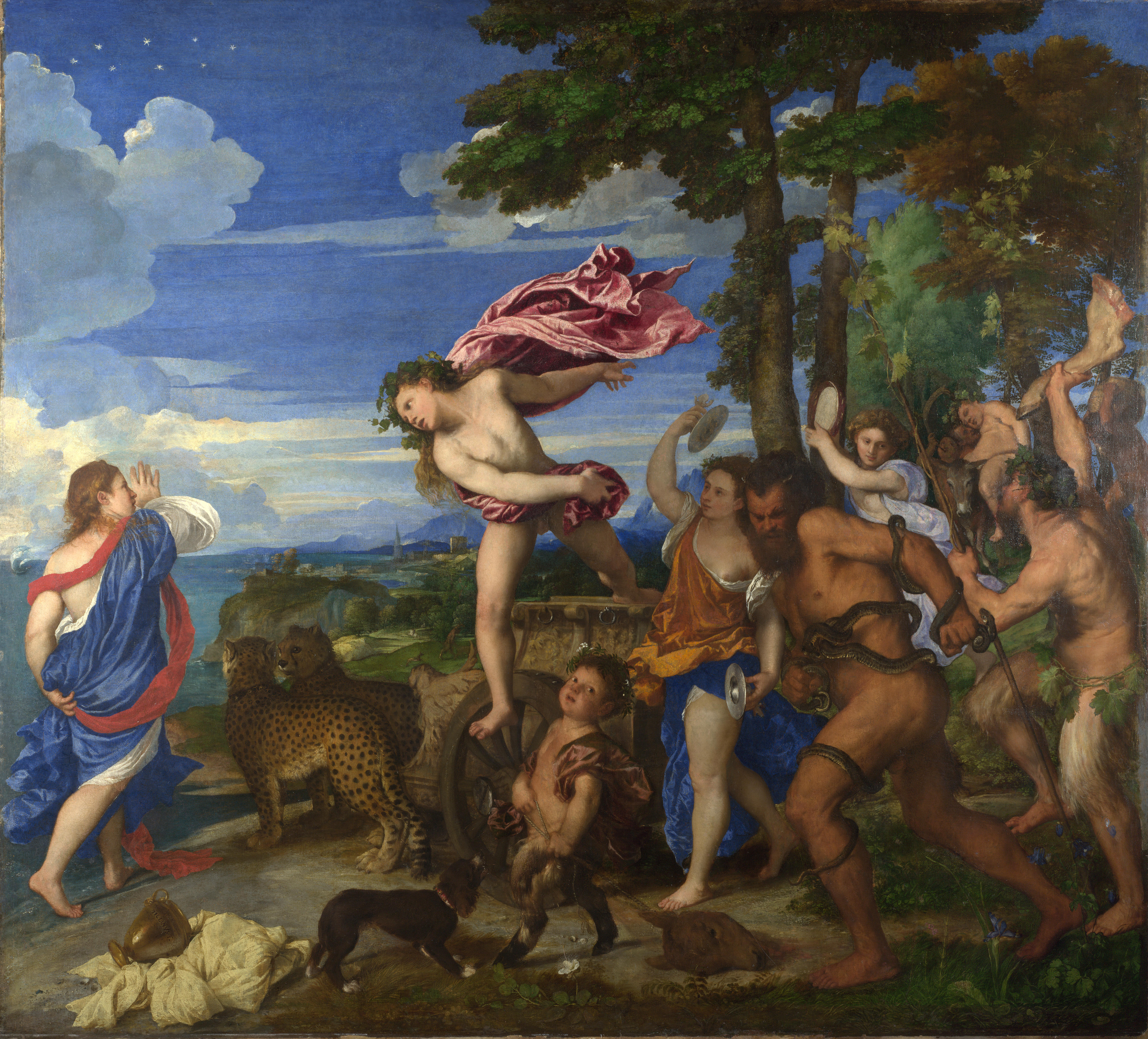
바쿠스와 아리아드네.
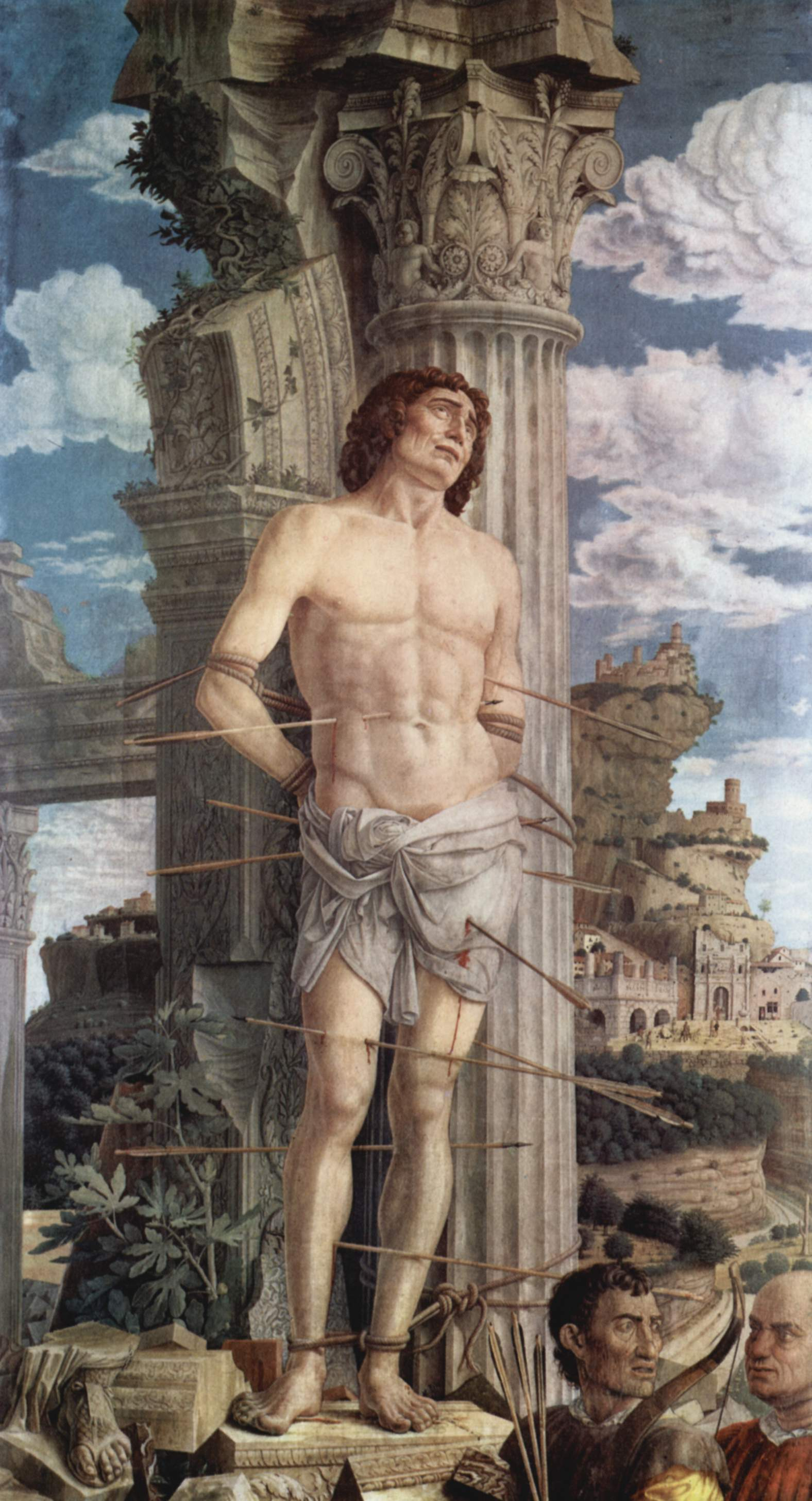
성 세바스티아노.
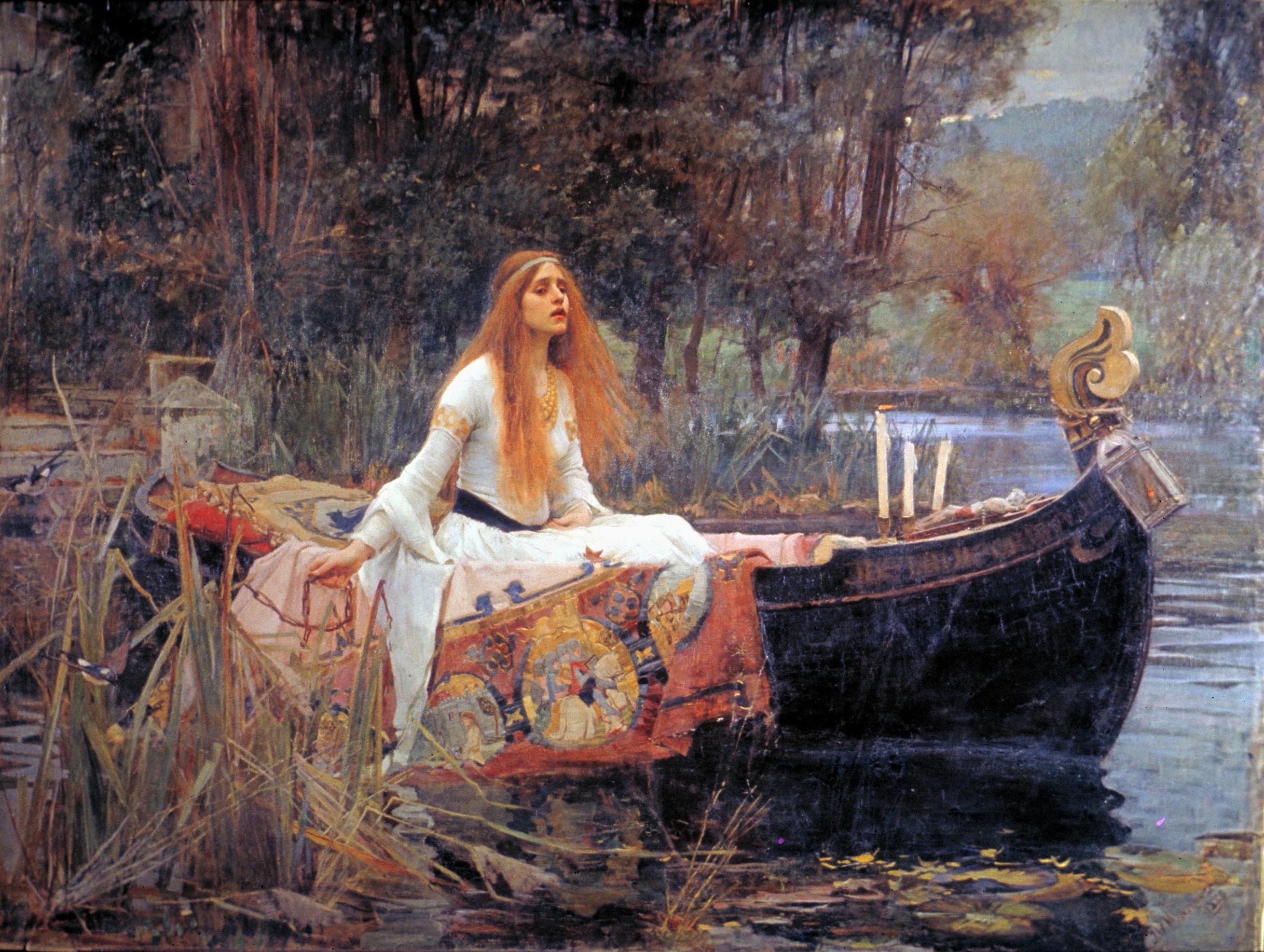
샬롯의 아가씨.

### 후반 제작
무표정한 가면 아래의 브이에게 어떻게 생명을 부여할 것인가는 영화의 중요 난항 중 하나였다. 이리하여 상황에 적절한 분위기를 만들기 위해 조명, 연기, 그리고 위빙의 목소리를 접합하는 상당한 노력이 기울여졌다. 가면 때문에 위빙의 목소리가 잘 들리지 않는 문제를 막기 위해 위빙의 머리카락이 난 선 따라 마이크를 배치하여, 위빙의 대사가 모두 재녹음되면 촬영 후에 편집했다
트라팔가 광장과 화이트홀에서부터 국회 의사당과 빅벤까지 이어지는 웨스트민스터에서의 마지막 장면은 사흘 밤 동안 자정에서 새벽 5시까지의 시간 안에 끝마쳐야 했다. 이 장면의 촬영은 다우닝가 10번지와 국방부 등 여러 관청이 들어서 있는 런던 중심가가 영화 촬영을 위해 차량을 통제한 것은 이것이 최초였다. 이 당시 영국 수상 토니 블레어의 아들 유안 블레어가 영화 제작에 참가하고 있었는데, 스티븐 프라이에 따르면 영화 제작자들이 허가를 얻는 데 도움을 주었다고 한다. 하지만 영화 제작자들은 거래에서의 유안의 영향에 대해 부인하고, 9개월 동안 14개의 정부 부처와 협상을 한 결과 허락을 받았다고 말했다.
한편, 중앙 형사 재판소 및 국회 의사당 폭파 장면은 리얼리티를 증대시키기 위해 실물의 7분의 1 크기로 석고로 미니어처를 만들어 폭파시켰고, 이비의 삭발 장면은 재촬영이 불가능하기 때문에 여러 대의 카메라를 배치하고 헤어 스타일리스트가 직접 머리를 잘랐다.

## 홍보와 개봉
출연자들과 영화 제작자들은 영화의 신뢰성, 영화에 대한 앨런 무어의 반발, 그리고 영화의 의도적인 정치적 메시지 등 영화를 둘러싼 여러 이슈들에 대해 설명하기 위해 여러 기자 회견에 참석했다. 영화는 의도적으로 무어의 오리지널 테마 중 일부를 이탈했다. 휴고 위빙에 따르면, “앨런 무어 씨는 상당 기간 전에 일어났던 일에 대해 쓴거였죠. 그건 대처주의 영국에 대한 응답이었고요… 영화는 지금 우리가 살고 있는 세계에 대한 응답입니다. 그래서 저는 영화와 만화가 각자 독립적인 실체라고 생각하는 겁니다.” 제작자들은 영화 내의 논란의 여지가 있는 정치적 콘텐츠에 대해, 이 영화는 관객들에게 답을 주거나 무엇을 생각하라고 하기보다 현재의 사회에 보다 의문을 제기하기 위한 것이라고 말했다.
이 영화는 영국에서 반란을 유발시키기 위해 국회의사당을 파괴하려는 계획을 세웠던 가톨릭교도들이 1605년에 공모했던 화약 음모 사건의 이미지를 다소 채용했는데, 영화의 태그라인은 화약 음모 사건에 대한 영국의 전통적인 기념사 “기억하라, 기억하라, 11월의 5일을 기억하라” 이고, 영화 개봉일도 원래 2005년 11월 5일, 화약 음모 사건 400주년 기념일로 계획되었었다. 그러나 개봉일이 연기되면서 이런 마케팅은 그 가치를 다소 잃어버렸다. 많은 사람들은 개봉 연기가 런던 지하철 폭탄 투척 사건 때문이라고 추측했다. 하지만 영화 제작자들은 이 소문을 부인했고, 개봉 연기는 시각 효과에 시간이 더 필요했기 때문이라고 했다.. "브이 포 벤데타"는 2월 13일, 베를린 영화제에서 처음으로 특별 상영을 했다 일반 개봉은 2006년 3월 17일이었고, 미국과 영국, 그리고 그 외 6개국의 3,365개 극장에서 상영했다.

## 음악
"브이 포 벤데타"의 사운드트랙은 아스트랄베르크스 음반이 2006년 3월 21에 발매했다. 앨범의 트랙들의 대부분은 영화 작곡가 다리오 마리아넬리의 오리지널 배경 음악들로 채워져 있다. 또한 사운드트랙에는 영화 중에 연주된 노래 세 곡, 줄리 런던의 "Cry Me a River", 캣 파워의 "I Found a Reason", 안토니 앤 더 존슨즈의 "Bird Gerhl"이 실려 있다. 이 노래들은 영화의 세계관에서 블랙리스트에 오른 872개 노래들 중 일부로, 브이의 월리처 주크박스에 수록되어 있는 곡이다. 차이콥스키의 "1812년 서곡"(1812 Overture) 클라이맥스는 마지막 곡인 "Knives and Bullets (and Cannons too)" 트랙의 끝부분에서 나타난다. 1812년 서곡은 영화의 시작과 끝이라는 핵심 부분에서 연주되었다.
엔딩 크레딧이 올라갈 때 연주된 세 곡은 사운드트랙에 수록되지 않았다. 그 세 곡 중 첫 번째 곡은 롤링 스톤즈의 "Street Fighting Man"이다. 두 번째 곡은 이선 스톨러의 "BKAB"의 스페셜 버전이다. 영화의 혁명적 목소리와 조화를 이루면서, 흑인 민족주의자 리더 맬컴 엑스의 "On Black Power"와 여성주의자 작가 글로리아 스타이넘의 "Address to the Women of America"에서 발췌한 인용구도 노래에 추가되었다. “이건 간단한 개혁이 아니에요… 사실 이건 혁명이죠. 성별과 인종, 이것들은 쉽고 또 잘 보이는 차이점이기 때문에, 인간을 우월한 자와 열등한 자, 로 정리하는 기본적인 방법이었죠.”라고 하는 글로리아 스타이넘의 말도 들을 수 있다. 마지막 곡은 스피리추얼라이즈드의 "Out of Sight"다.

베토벤 "교향곡 5번"(운명 교향곡). 처음의 네 음이 모스 부호의 V(···–)와 흡사하다.

또한 영화에는 안토니우 카를루스 조빙의 고전적인 보사노바 노래 두 곡 "The Girl From Ipanema"와 "Quiet Nights of Quiet Stars"의 단편적인 부분들도 삽입되어 있다. 이 노래들은 브이와 디트리히가 아침을 차리는 장면에서 연주됨으로 두 캐릭터를 연결짓는 데 사용되었다. 베토벤의 "교향곡 5번" 또한 영화에서 중요한 역할을 하는데, 노래의 처음 부분의 4개 음이 모스 부호의 “V”를 의미하기 때문이다. 고든 디트리히가 서틀러 대법관을 풍자했던 베니 힐 풍의 코미디 장면은 "Yakety Sax"의 테마를 포함하고 있다. 11월 4일 아침에 울린 핀치 경감의 자명종의 노래는 리처드 하울리의 "Long Black Train"인데, 그 가사 "Ride the long black train.. take me home black train."은 기차에 실은 폭발물로 국회의사당을 날려 버리는 클라이맥스를 암시하는 복선이라고 할 수 있다.

## 테마

성 게오르기우스 십자.

로렌 십자.

"브이 포 벤데타"는 브이의 역사적 영감을 화약 음모 사건으로 설정했는데, 이는 브이가 행동하는 타이밍과 말, 모습에 상당 영향을 미쳤다. 예를 들어, 록우드, 퍼시, 키에스 같은 화약 음모 사건 공모자들의 이름이 영화에서 사용된다. 또한 브이와 에드몽 당테스를 직접적으로 비교하면서 대 뒤마의 "몬테크리스토 백작"과도 평행선을 긋는다(두 이야기 모두 주인공이 부당하고 무시무시한 감금에서 탈출한 뒤 새로운 페르소나로서 원수들에게 수십 년 동안 준비한 복수를 집행한다). 또한 영화는 브이의 과거를 이야기하지 않고, 얼굴과 정체도 공개하지 않음으로 노골적으로 브이를 한 개인이라기보다 아이디어(신념)의 화신, 집합체로 묘사한다. 공식 웹사이트에 따르면, “브이의 가이 포크스 가면과 페르소나는 모두 이야기의 실질적이고 상징적인 요소로 작용한다. 브이는 온몸의 화상 자국을 가리려고 가면을 쓰지만, 그로 인해 브이의 정체 또한 가려지고, 브이는 한 인간을 넘어 혁신적 신념이 되는 것이다”:
| “ | 이 가면의 뒤에는 그냥 살점 이상의 것이 있다…. 이 가면의 뒤에는 신념이 있지, 크리디. 그리고 신념은 방탄이야.[주 5][32]. | ” |
몇몇 평론가와 논평가들에 의하면, 영화의 스토리와 스타일은 가스통 르루의 소설 "오페라의 유령"에 나타난 요소들이 반영되어 있다. 브이와 유령은 자신들의 흉측한 외모를 감추기 위해 가면을 쓰고 있다. 또한 상상력을 활용해 다른 이들을 조종하고, 비극적인 과거를 가지고 있으며 복수가 행동의 동기가 된다. 브이와 이비의 관계 또한 유령이 크리스틴 다에를 재교육시키기 위해 자신의 지하 소굴로 데려가는 등의 "오페라의 유령"의 많은 로맨틱한 요소들과 유사하다.
| “ | 우리는 그 때의 정치 기상도에 선견지명이 있다고 느꼈습니다. 정부가 시민의 목소리로 굴러가지 않고, 사회가 정부에 의해 지배될 때 어떤 일이 일어날 수 있는가를 확실히 보여 줬어요. 나는 지도자가 시민들의 말을 듣지 않을 때 일어날 것 같은 일을 이야기하는 것이 그렇게 큰 도약이라고는 생각하지 않습니다. | ” |
|   | — 제임스 맥테이그 감독 |   |

자유와 권력 사이의 싸움에 대한 영화로서 "브이 포 벤데타"는 아돌프 히틀러 치하의 제3제국과 조지 오웰의 "1984년"등 고전적인 전체주의 아이콘들의 이미지를 따왔다. 그 예로, 서틀러는 주로 거대한 비디오 스크린에 나타나며, 집집마다 서틀러의 사진이 걸려 있다. 이것은 빅 브라더를 떠올리게 한다. 독재 정부의 슬로건 '통합을 통해 힘을, 믿음을 통해 통합을' 도 억양상 "1984년"에 나오는 구호 "전쟁은 평화. 자유는 굴종. 무식은 힘" 과 비슷하다. 두 작품의 연관성은 이비가 감금되었을 때 감방에서 쥐를 발견하는 것에서도 찾을 수 있다. "1984년"의 주인공 윈스턴 스미스는 쥐 공포증이 있다. 또한 권력자가 폐쇄 회로 텔레비전 같은 대중 감시를 사용하는 것도 같다. 발레리는 레즈비언 구류 시설로 보내져 생체 실험을 당한다. 이것은 홀로코스트 당시 나치의 동성애자에 대한 처우 및 일본의 731 부대의 만행과 일맥상통한다. 아담 서틀러라는 이름은 아돌프 히틀러에서 따온 것이다. 서틀러의 히스테릭한 연설도 히틀러의 연설 스타일과 비슷하다. 노스파이어는 영국의 상징을 성 게오르기우스 십자에서 로렌 십자가로 바꾸어 놓았다. 로레인 십자가는 2차 대전 중 자유 프랑스의 상징으로, 나치의 하켄크로이츠에 대응하는, 프랑스 애국심의 상징이었다. 매스 미디어는 정부의 프로파간다의 시종 노릇을 하고 있다. 이것은 전체주의 정권하면 떠올려지는 대중적 이미지이다.

### 글자 V와 숫자 5
| “ | 보라(Voilà)! 모습이(view) 겸손한 보드빌(vaudevillian) 베테랑(veteran)인지라 운명의 장난(vicissitudes)에 따라 피해자(victim)나 가해자(villain)의 역할(vicariously)을 맡고. 이 모습(visage)은 덧없는(vanity) 겉치레(veneer)가 아닌, 이제는 사라진(vanished) 공허한(vacant) 민중의 소리(vox populi)의 자취(vestige)라. 그러나, 이 되살아난(vivified) 과거의 원통함(vexation)에 대한 용감한(valorous) 천벌(visitation), 그리고 악(vice)의 선봉(vanguarding)에 선 이 썩고(venal) 유해한(virulent) 버러지들(vermin)을 패배시키고(vanquish), 폭력적인(violently) 잔인함(vicious)과 탐욕적인(voracious) 침입(violation)을 하사(vouchsafing)할 의지(volition)를 맹세(vowed)하나니! 유일한 판결(verdict)은 복수(vengeance)뿐. 가치(value)와 진실(veracity)을 위해, 신에게 축원하는(votive), 하지만 헛되지(vain) 않은, 언젠가 조심성 있고(vigilant) 고결한(virtuous) 자들을 해방(vindicate)시킬 피의 복수(vendetta)…. 허허허, 허허. 아무래도(Verily), 쓸데없이 긴 말들(verbiage)의 비시수아즈 수프(vichyssoise)가 너무 장황(verbose)하게 빠졌었군(veers), 이쯤 하고, 간단히 덧붙이자면 자네를 만나 정말 영광일세. 브이(V)라고 부르게. | ” |
|   | — 브이가 이비를 처음 만났을 때 두운을 맞춰 혼자 늘어놓은 말들. |   |

영화도 만화책과 비슷하게 글자 V와 숫자 5가 반복되는 테마로 이용되었다. 예를 들어, 브이가 이비를 처음 만났을 때 늘어놓은 소개말에서는 V로 시작하는 50개의 단어가 두운을 맞춰 열거되어 있고, 문자 V 자체로는 54개가 나온다. 이비가 브이에게 자기 이름을 말하자 브이는 “이… 브이”("E... V")라고 느릿느릿 반복하는데, E는 알파벳의 다섯 번째 문자이다. 라크힐에 구류되어 있된 동안, 브이는 V번, 즉 로마 숫자의 5번 방에 갇혀 있었고, 이비가 거짓 투옥을 당했을 때도 5번 방이었다. 브이의 서명은 조로가 칼자국으로 Z를 남기는 것처럼 칼로 V자를 그리는 것이다. 중앙 형사 재판소가 폭파될 때 불꽃놀이의 불꽃이 붉은색의 V 모양을 만든다. 둥근 불꽃이 더해지면 불꽃의 모양은 V 모양 뿐 아니라 브이 포 벤데타 로고와도 닮았다. 브이의 좌우명인 “진실의 힘으로 살면서 우주를 정복했다”는 원래 라틴어 “비 베리 베니베르숨 비부스 비키”("Vi Veri Veniversum Vivus Vici")로, 5개의 V가 들어가 있다. 이비와 춤 출 때 브이가 고르는 노래는 주크박스의 5번 노래이다. 사실 모든 노래들의 넘버가 5번이다. 크리디의 집에서 크리디와 대결할 때 브이가 틀어놓은 음악은 "운명 교향곡", 즉 베토벤 '5번' 교향곡으로, 이 노래의 초반부의 리듬 패턴은 모스 부호의 V(···–)와 닮았다. 영화의 제목 자체도 브이 사인을 연상하게 한다. 브이는 붕괴의 밤을 기다리면서 검은색과 붉은색의 도미노로 복잡한 패턴을 만들고, 도미노가 다 쓰러지고 나자 V 로고 모양이 나타난다. 크리디와 그 부하들과 벌인 최후 결전은 런던 지하철 빅토리아역에서 벌어졌고, 이때 브이는 6개의 단검 중 5개를 사용하며, 단검을 던지기 직전 단검으로 V 모양을 만든다. 브이가 부하들을 다 죽이고 나서, 크리디는 브이에게 리볼버를 다섯 발 쏜다. 싸움이 끝난 뒤, 치명상을 입은 브이는 역을 떠나면서 벽에 부딛히는데, 이때 V 모양의 핏자국이 생긴다. 브이와 크리디의 싸움이 끝나자 빅벤이 11시 5분을 가리키는데, 이때 시침과 분침의 모양이 V 모양이다(11월 5일을 연상하게 한다). 국회의사당이 폭파될 때의 불꽃놀이도 V 모양이자 무정부주의의 상징인 Circle-A가 뒤집힌 모양을 만든다.

## 반응

### 박스오피스
2006년 12월까지 "브이 포 벤데타"는 미국 내에서 70,511,035 달러, 그 외의 지역에서는 약 62,000,000 달러, 세계적으로는 132,511,035 달러의 총이익을 올렸다. 개봉일 당시 8,742,504 달러를 벌어들이면서 미국 박스 오피스를 주도했으며, 나머지 주말동안 25,642,340 달러를 벌어들이면서 넘버 원으로 남았다. 라이벌 영화 "달콤한 백수와 사랑 만들기"(Failure to Launch)는 15,604,892 달러의 이익을 냈다. 영화는 필리핀, 싱가포르, 대한민국, 스웨덴, 중화민국에서도 흥행했다. 하지만 영국을 배경으로 하고 있음에도 불구하고, 개봉 첫 주 당시 영국 박스 오피스에서 1위에 오르지는 못했다. 대신 "핑크 팬더"가 영국 박스 오피스 1위를 차지했다. 또한 "브이 포 벤데타"는 북아메리카의 56개 아이맥스 극장에서도 개봉하여 개봉하고 3일만에 약 136만 달러를 벌어들였다.

### 평가
영화에 대한 평론들은 대체로 긍정적이었다. "타임"의 리처드 콜리스는 “무시무시하다. "벤데타"는 워쇼스키 형제의 첫 번째 매트릭스와 함께 저 높은 곳에 계시다”고 했으며, 로튼 토마토는 신선도 73%를 줬다. 이버트와 로퍼는 “투썸업”("two thumbs up")으로 평가했다. 로저 이버트도 "브이 포 벤데타"에 대해 호평했고, "앳 더 무비스"(At the Movies)의 마거릿 포마랜즈와 데이비드 스트래튼도 “휴고의 얼굴을 볼 수 없다는 문제에도 불구하고, 훌륭한 연기와 흥미로운 플롯의 영화였다. 덧붙여, 이 영화는 나치 독일을 연상시키는 장면에서 불안하기까지 했다”고 했다. 또한 "보스턴 글로브"의 타이 버는 “이 핸섬한 영화는 극적으로 파워풀하다”고 평했고, "미네아폴리스 스타 트리뷴"의 콜린 코버트는 “흥미롭고 지적이며, 창의적인 작품”이라고 했으며, "샌프란시스코 크로니클"의 루스 스테인은 “영화가 할 수 있는 최고의 방법으로, 매우 풍부한 만족감을 선사하는 오락물”, "필라델피아 인콰이어러"의 스티븐 리아는 “매우 어두운, 조지 오웰풍의 재미를 선사한다”고 했고, "시카고 선타임즈"의 로저 이버트는 별 넷 만점에 세 개를 부여했다. "롤링 스톤"의 피터 트래버스는 “관객들을 의자에서 꼼짝달싹못하게 만드는 극도의 영화적 에너지를 집합시켰다”고 평가했으며, "할리우드 리포터"의 존 디포어는 “재미있고, 단단한 솜씨를 갖춘 영화”라고 평했고, "뉴웍 스타레저"의 스티븐 휘티는 “영화 팬들은 이 SF 영화가 어떠한 질문들을 제기하고 있다는 것을 발견하고는 깜짝 놀랄 수도 있을 것이다. SF 영화에서 이러한 질문들이 제기된다는 사실은 실로 전율스러운 일”이라고 했으며, 평이 짜기로 소문난 "빌리지 보이스"의 짐 호버먼도 “이 영화는 인기있던 옛 신화를 완전히 새롭게 만들고 있다”고 하는 등, 미국 내에서의 평론은 매우 호평이었다.
하지만 BBC의 조너선 로스는 “비참하고 우울한 실패”라며 “존 허트나 스티븐 레이 같은 유명하고 친숙한 캐스팅은 워쇼스키 형제의 음침하고 가난한 스크립트와 대화같은 쓰레기 속에 설 자리가 없었다”라고 비난했다. "필라델피아 위클리"(Philadelphia Weekly)의 숀 번스는 점수 'D'를 주면서 영화의 정치적 메시지를 “어지간히 희미한, 사춘기의 헛소리”라고 평가 하는 동시에 “에이드리언 비들의 그림자 효과 극복 촬영술과 빈약한 세트 장식은 비주얼에 대한 모독이다”라고 혐오감을 표했으며. 무어가 자기 이름을 크레딧에서 빼 버린 것을 두고 “이유를 짐작하기 어렵지 않다”고 비아냥댔고, 포트먼의 연기에 대해서도 “포트먼은 여전히 아무것도 안하고 우두커니 서 있는 게 연기하는 체질인가 보다”라고 혹평의 혹평을 했다. 아일랜드에서는 RTÉ의 해리 게린이 “정치 스릴러로서도, 어드벤처물로서도, 사회에 대한 비판으로서도 볼 만한 영화이며, 또한 그 셋 중 한 가지만을 싫어하거나 셋 모두를 싫어하는 관객이라 할지라도 충분히 볼 만한 가치가 있다.”라고 하면서, “여름마다 쏟아져 나오는 수많은 블록버스터 영화들이 다 잊혀지고 난 뒤에도 브이 포 벤데타를 찾는 관객들은 이어질 것이며, 오히려 시간이 지날수록 컬트적 인기는 더욱 높아질 것”이라고 덧붙였다. "브이 포 벤데타"는 포트먼이 2007년 새턴 상 여우주연상을 수상하긴 했지만, 상을 거의 수상하지 못했다.
이 영화는 2007년 휴고 상의 장편 드라마 부문에 후보로 올랐다.

## 영화와 원작 그래픽 노블의 차이점

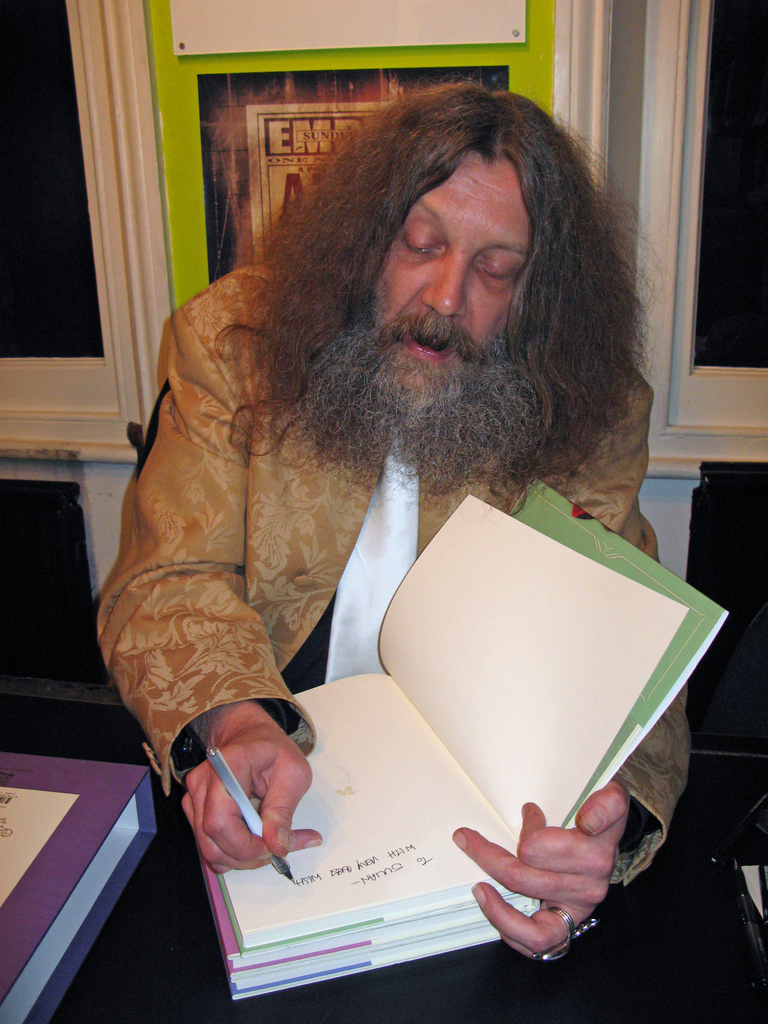
글 원작자 앨런 무어.

이 영화는 영국의 만화 앤솔러지 "워리어"(Warrior)에 1982년부터 1985년까지 연재한 뒤 DC 코믹스에서 재판을 내고 완결한 앨런 무어와 데이비드 로이드의 그래픽 노블을 각색한 것이다. 이 만화는 후에 DC 산하의 버티고에서 단행본으로 출판했고, 한국어판은 시공사에서 출판했다.
영화와 원작 사이에는 여러 가지 중요한 차이가 있다. 예를 들어, 원작 그래픽 노블의 배경은 90년대이지만 영화의 배경은 가까운 미래(아마도 2028년과 2038년 사이)이다. 앨런 무어의 원래 이야기는 80년대의 영국의 대처리즘에 대한 통렬한 비판이었고, 파시즘과 무정부주의 간의 투쟁이 주요한 테마였다. 그러나 영화에서의 갈등은 워쇼스키 형제에 의해 현대의 정치 상황에 어울리도록 수정되었고, 그 바람에 원작의 무정부주의-파시즘 대결 구도를 버리고 자유주의와 신보수주의간의, 미국적인 충돌로 이야기가 바뀌어 버렸는데, 앨런 무어는 이를 비판했다. 무어는 “내가 불 수 있는 한, 영화 안에는 무정부에 대한 언급이 없다. 파시즘은 완벽하게 거세되었다. 그러니까 내 말은, 인종적 순수성에 대한 것들이 모두 삭제되었다. 그러나 파시스트에게 인종적 순수성은 중대한 일이다.” 라고 말했다. 더군다나, 원작에서 무어가 도덕적 모호성을 유지시키고 파시스트들을 풍자화하지 않은 것과 달리 실사 영화에서의 파시스트들은 평면적인 캐릭터들이다. 영화의 시간 제한은 이야기를 생략하거나 일부 캐릭터, 디테일, 원작의 플롯들을 능률적으로 해야 한다는 것을 의미한다. 특히, 원작 만화에서 노스파이어의 집권은 대중들의 무관심으로 인한 합법적 절차였지만, 영화에서는 노스파이어가 생화학 무기 ‘세인트 메리 바이러스’를 남몰래 만들고 살포해 권력을 얻게 된 것으로 묘사했다.

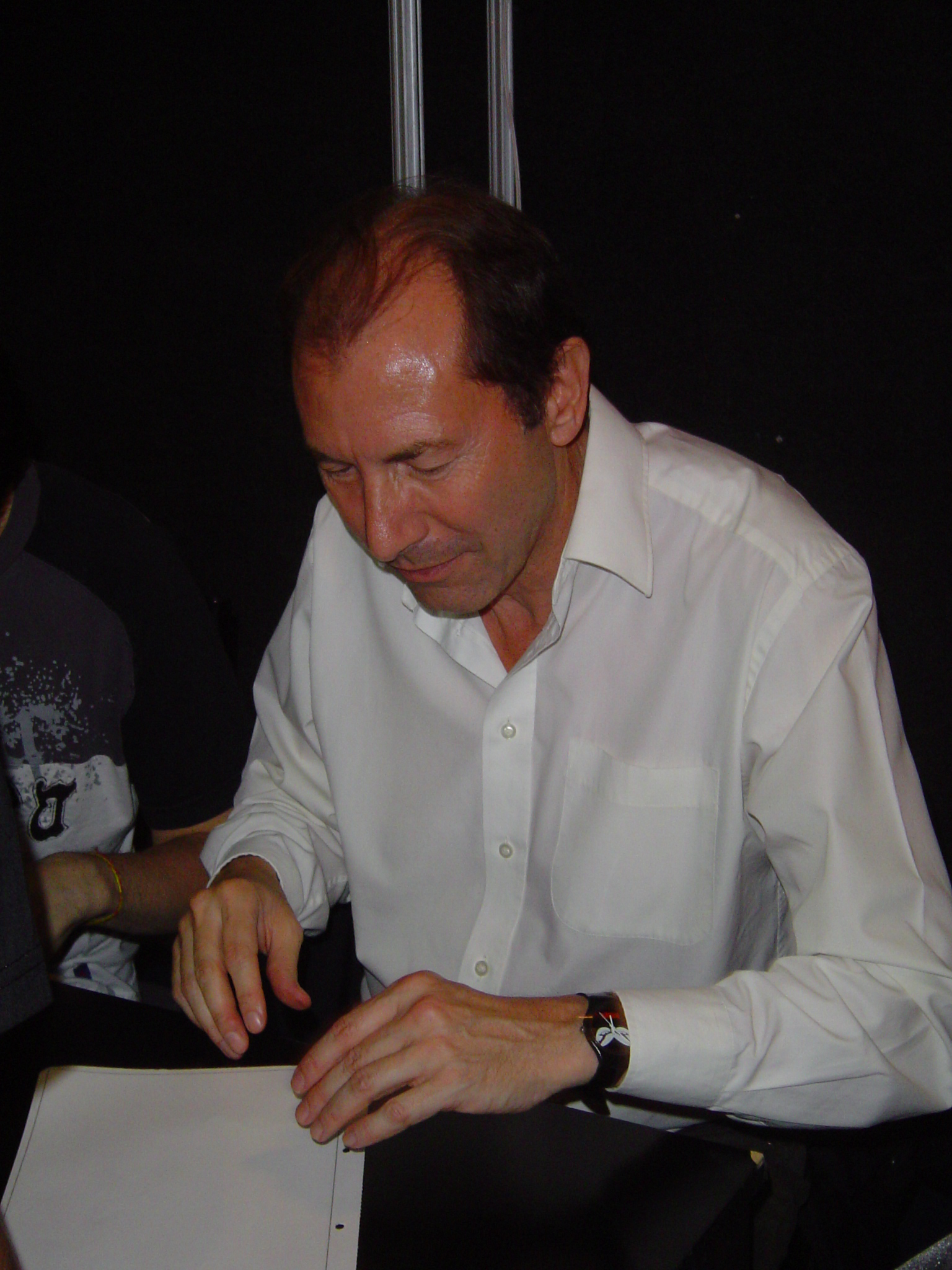
그림 원작자 데이비드 로이드.

원작의 많은 캐릭터들도 영화화 과정에 상당한 수정을 거쳤다. 영화에서의 브이는 무고한 생명의 희생을 걱정하는 로맨틱한 자유의 투사다. 하지만 만화에서의 브이는 자기 앞을 가로막으면 누구든 죽여 버리는 무정한 사람이다. 이비와 브이의 만남도 영화보다 만화가 더욱 처절하게 묘사하고 있다. 영화의 시작 부분에서부터 이비는 이미 저항정신의 암시를 보이는 자신만만한 여성이지만, 만화의 시작 부분에서는 매춘을 하게 된 위태롭고 자포자기의 인물로 등장한다. 원작에서의 브이와 이비의 관계는 철저히 플라토닉한 관계지만 영화에서는 낭만적인 관계로 발전하고, 상호간의 사랑으로 끝난다. 만화의 결말은 영화에서처럼 이비가 브이의 계획을 집행하는 데서 그치지 않고 브이의 정체성을 계승한다. 영화에서 핀치 경감은 브이의 사상에 내심 찬동하지만, 만화에서의 핀치는 브이를 멈추고자 결연한 의지로 브이의 정신 세계를 파악하기 위해 LSD를 복용하기까지 한다. 아예 영화에 나오지 않은 캐릭터로는 로즈메리 아몬드, 알리스터 하퍼, 헬렌 하이어가 있다.
주요 악역들의 성격도 영화화 과정에 수정이 있었다. 무어의 원작에 등장하는 대법관 아담 수잔은 잔인한 독재자이지만, 한편으로는 외롭고 사회에 적응하지 못하는, 나름 감성을 가진 인물로, 최후반부에서는 국민들에게 인정 받고, 사랑 받고 싶어 한다. 그러나 영화의 대법관 아담 서틀러에게서는 이런 인간적인 면을 전혀 볼 수 없다. 한편 원작에서는 조연이었던 크리디는 영화에서는 중요 인물들 중 하나가 되었다. 만화에서는 조잡하고 비열한 기회주의자였던 크리디는 영화에서는 노스파이어가 집권하기 위해 저질렀던 생화학 테러의 배후 브레인으로 묘사되며, 성격도 냉혹한 반사회적 이상 성격자로 바뀌었다.
세계관과 플롯도 원작과 영화는 차이가 있다. 영화에서는 미국이 내전으로 인해 멸망했다는 언급만 있지만, 만화에서는 세계적 핵전쟁이 일어나 영국 밖의 세계 대부분이 파괴되었고, 핵겨울으로 인한 기아와 대규모의 홍수로 노스파이어 정권의 붕괴가 재앙으로 이어질 것이라는 두려움이 만연하게 된다. 영화의 결말은 상대적으로 평화로운 체제 전복이 이루어지지만, 만화의 결말에서는 국민들이 각성하여 폭력적인 혁명을 이루어낸다. 또한, 원작에는 ‘운명’("Fate")이라는 컴퓨터 시스템이 나온다. 이 운명은 노스파이어의 눈과 귀 노릇을 하는 빅 브라더스러운 컴퓨터로, 사회부적응자 수잔은 컴퓨터에 반복적으로 나타나는 “I LOVE YOU” 메시지에 의해 미쳐 버리고, 이 컴퓨터를 사랑하게 된다. 한편 브이는 운명에 역으로 접속하여 노스파이어를 전복시키는 공작을 수행한다. 그러나 운명은 영화에는 아예 나오지 않는다. 브이의 테러 타겟도 영화와 만화에 차이가 있다. 만화에서는 국회의사당→중앙 형사 재판소→우체국 타워→조던 타워→다우닝 가 10번지의 순서지만, 영화에서는 중앙 형사 재판소→우체국 타워→국회의사당의 순서이다.

## DVD 발매
"브이 포 벤데타" DVD는 2006년 8월 1일에 단일 디스크 와이드스크린 버전, 단일 디스크 풀스크린 버전, 그리고 투 디스크 와이드스크린 스페셜 에디션의 세 가지 형태로 발매되었다. DVD 판매는 성공적이어서, 발매 첫 주에 1,412,865 장을 팔았고, 그 수익은 27,683,818 달러였다. 지금까지 약 3,086,073 장의 DVD가 팔려, 생산가보다 높은 58,342,597 달러의 수익을 벌었다.
단일 디스크 버전은 "Freedom! Forever! Making V for Vendetta"라는 15분 56초짜리의 짧은 비하인드 스토리 특작 단편 영화와 영화의 예고편을 포함하고 있다. 반면, 투 디스크 스페셜 에디션은 3개의 기록물이 더 포함되어 있다.
스페셜 에디션의 두 번째 디스크에서 메뉴의 두 번째 페이지에 있는 날개 그림을 선택하면 내털리 포트먼이 출연한 "새터데이 나이트 라이브"(Saturday Night Live)가 나오는 이스터 에그가 있다.
영화는 HD-DVD 고선명 비디오 형식으로도 발매되었고, 2008년 5월 20일에는 블루레이로도 발매되었다. 소니의 PSP UMD 형식으로 발매되기도 했다.

## 관련 파생 상품

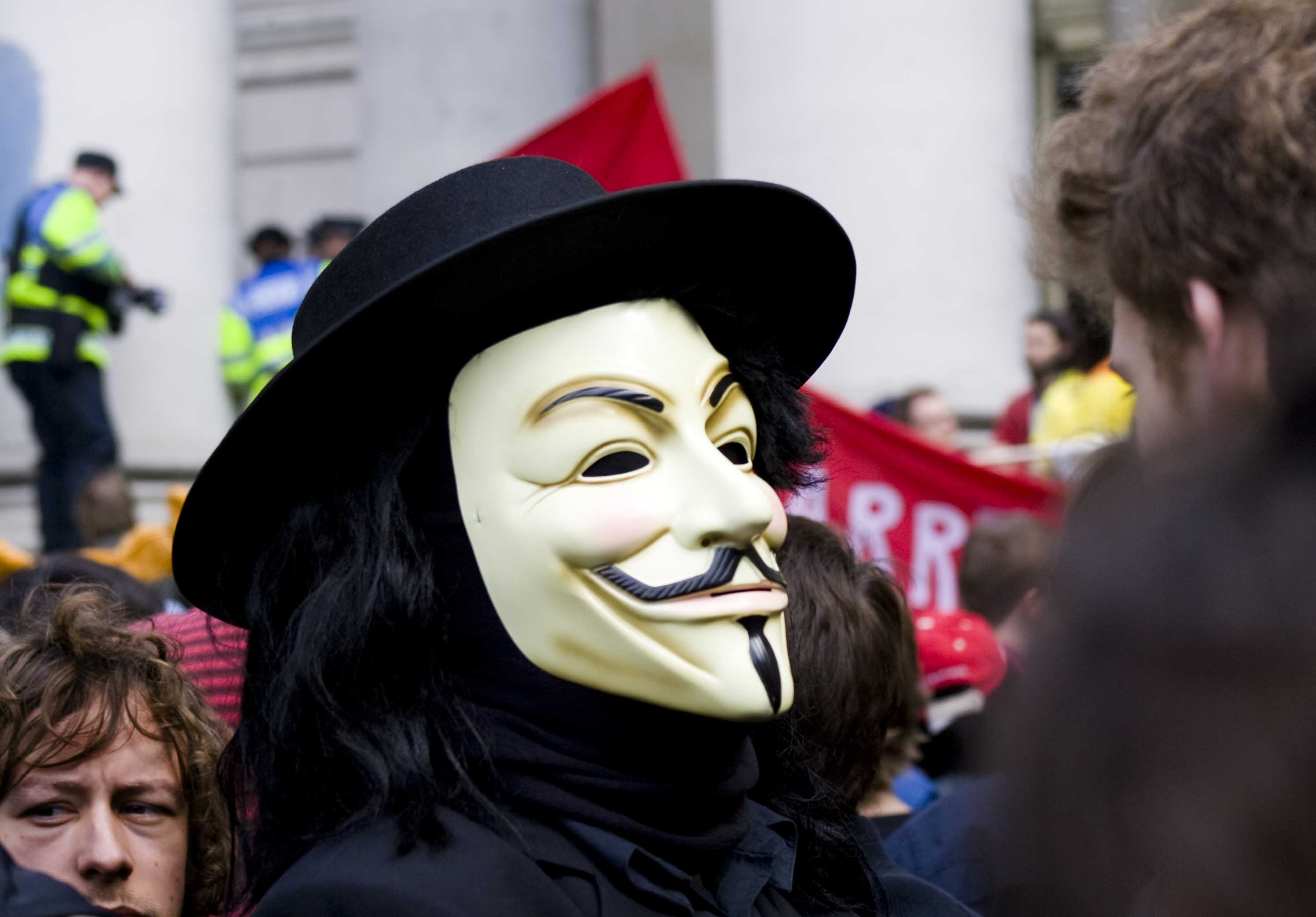
2009년 G20 런던 정상회의 반대 시위 당시 사용된 가이 포크스 가면.

### 책
무어와 로이드의 만화는 2005년 10월에 하드커버로 재출간되었다. 한국어판은 2008년 12월에 하드커버로 출간되었다.
- 무어, 앨런 & 로이드, 데이비드. "브이 포 벤데타"(V for Vendetta). (Vertigo Comics. 2005년 10월 12일) ISBN 1-4012-0792-8
- 번역자 정지욱. "브이 포 벤데타". 정식 한국어판 (시공사, 2008년 12월 25일). ISBN 978-89-527-5392-2.

스티브 무어가 워쇼스키 형제의 각본에 기초해 영화를 소설화한 것은 2006년 1월에 출간되었다. (앨런 무어와 스티브 무어는 아무 상관 없는 사람들이다)
- 무어, 스티브, V for Vendetta (Pocket Star, Jan 31, 2006) ISBN 1-4165-1699-9.

워쇼스키의 동업자 스펜서 램(램은 매트릭스 닷컴의 많은 컨텐츠들을 제작한 사람이다)이 쓴 무대 뒤의 이야기는 2006년 8월에 출간되었다.
- 램, 스펜서, V for Vendetta: From Script to Film (Universe, August 22, 2006) ISBN 0-7893-1503-3.

딘 A. 코왈스키("엑스 파일의 철학"The Philosophy of the X-Files과 "스티븐 스필버그와 철학"Steven Spielberg & Philosophy의 편집장)는 존 로크와 토머스 홉스의 정치 이론으로 영화의 철학적으로 분석했다.
- 코왈스키, 딘 A., "R for Revolution: Hobbes and Locke on Social Contracts and Scarlet Carsons" in Joseph J. Foy (ed.) Homer Simpson Goes to Washington: American Politics through Popular Culture (University Press of Kentucky, 2008년) ISBN 978-0-8131-2512-1.

### 그 외
영화 광고를 위해 만든 판촉 상품들(어깨 가방, 브이의 가이 포크스 가면 흉상 등)은 물론 가면의 복사품과 액션 피규어도 발매되었다. 피규어는 NECA에서 영화의 대사를 따라하는 12 인치 (30 cm) 피규어와 12 인치 합성수지 조각상, 그리고 7 인치 (17 cm) 피규어를 발매했다.
핼러윈 때는 반〔半〕공식적인 브이 코스튬이 만들어졌다. 망토, 모자, 가면, 단검 벨트로 된 풀 코스튬에서부터 장갑, 모자, 가면, 가발, 단검 등 개인 물품까지 다양하다. 따로 살 수도 있고, 콤비네이션으로 살 수도 있다.
어나니머스 (그룹)는 시민 불복종 운동의 상징인 브이 포 벤데타의 가이 포크스 마스크를 쓰고 영상에 나타나곤 한다.

## 같이 보기

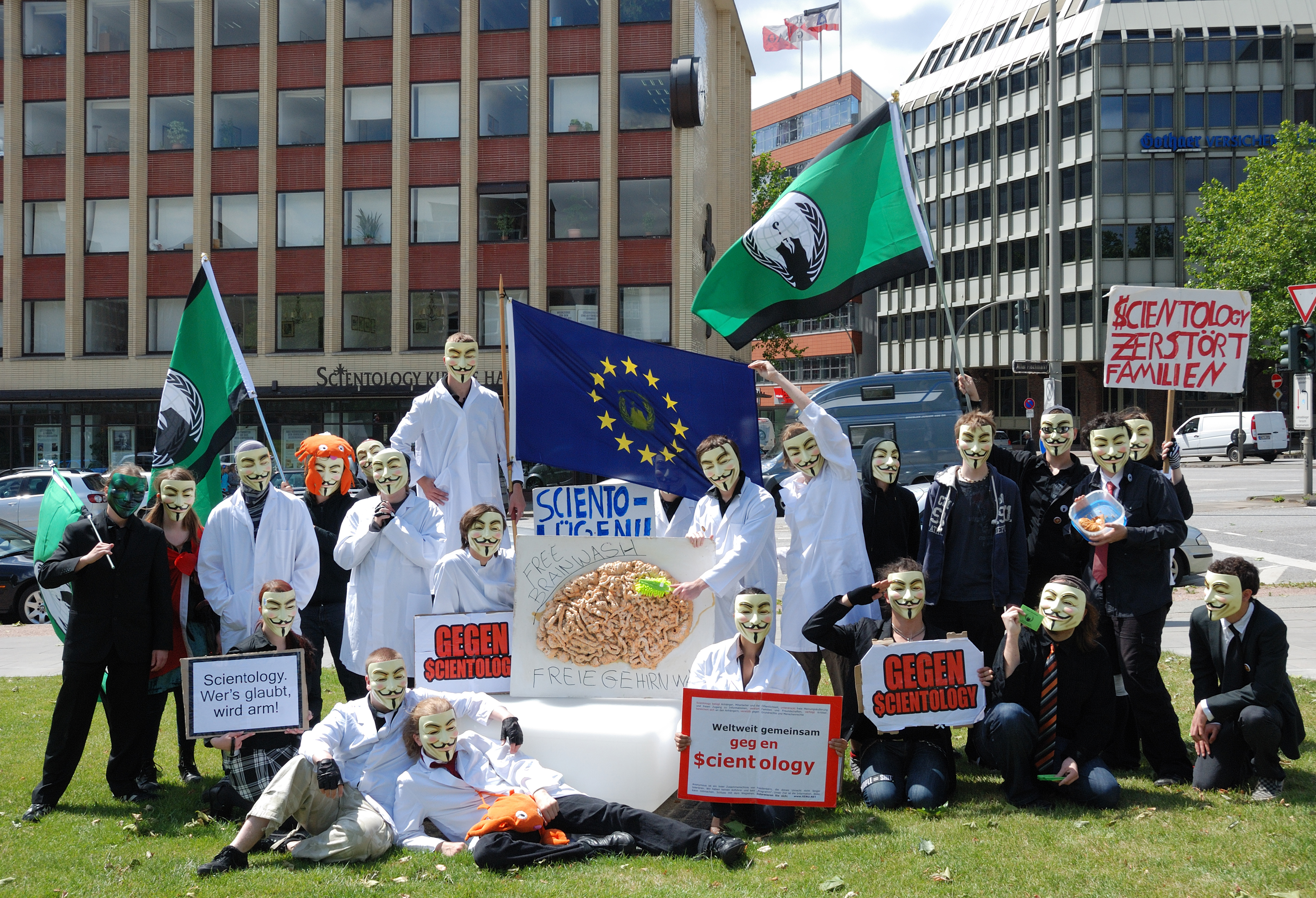
가이 포크스 가면을 쓴 안티 사이언톨로지 집회자들.

- "브이 포 벤데타": 원작 그래픽 노블.
- 가이 포크스
- 화약 음모 사건
- 프로젝트 채널로지: 가이 포크스 가면을 쓰는 인터넷 단체.
- 어나니머스

### 내용주
1. ↑  원어: "Only when you have no fear are you free"
2. ↑  원어: "He was Edmond Dantes, and he was my father..and my mother..my brother..my friend..he was you, and me..he was all of us"
3. ↑  원어: Remember, remember the 5th of November
4. ↑  원어: "…This is no simple reform... It really is a revolution. Sex and race, because they are easy and visible differences, have been the primary ways of organizing human beings into superior and inferior groups…"
5. ↑  원어: Beneath this mask there is more than flesh... Beneath this mask there is an idea, Mr. Creedy, and ideas are bulletproof
6. ↑  Strength through Unity. Unity through Faith: 원작 그래픽 노블에서는 〈청렴을 통해 힘을, 믿음을 통해 청렴을〉("Strengt through Purity, Purity through Faith")이다.
7. ↑  베니버섬("Veniversum")은 U로 시작하는 말이지만, 고대 라틴어에서는 U가 V로 쓰였다
8. ↑  원작 만화에서는 이점이 더욱 강조되었다. 브이를 찾아다니던 핀치가 폐쇄된 빅토리아역의 입구로 V자 모양의 그림자가 지는 것을 보고 빅토리아역으로 뛰어들어 브이를 죽인다.
9. ↑  이 메시지는 브이의 해킹 때문에 나타난 것이다. 브이는 운명을 직접적으로 “수잔의 아내”라고 부른다.[61]

### 참조주
1. 1 2 3  “V for Vendetta (2006)”. 《boxofficemojo.com》. 2006년 10월 2일에 확인함.
2. ↑  씨네21 http://www.cine21.com/Movies/Mov_Movie/movie_detail.php?id=10811 보관됨 2006-10-11 - 웨이백 머신
3. ↑  MDL http://www.mydvdlist.co.kr/mdlkth/movie/movie.asp?moviecode=25265%5B깨진+링크(과거+내용+찾기)%5D
4. ↑  “James Purefoy Quit 'V for Vendetta' Because He Hated Wearing The Mask”. 《starpulse.com》. 2011년 6월 6일에 원본 문서에서 보존된 문서. 2006년 4월 7일에 확인함.
5. ↑  제니퍼 바인야드. “Rebels without a pause. Portman and Weaving fight the power in V for Vendetta”. 《MTV.com》. 2008년 12월 27일에 원본 문서에서 보존된 문서. 2006년 5월 3일에 확인함.
6. 1 2 3 4 5 6 7 8 9 10  “Production Notes for V for Vendetta”. 《official webpage》. vforvendetta.com. 2006년 4월 14일에 확인함.
7. 1 2 3 4  골드스타인, 힐러리 (2006년 3월 17일). “V for Vendetta: Comic vs. Film”. IGN.com. 2011년 6월 15일에 원본 문서에서 보존된 문서. 2007년 1월 13일에 확인함.
8. ↑  리베카 머리. “Natalie Portman and Joel Silver Talk About "V for Vendetta"”. About.com. 2011년 6월 7일에 원본 문서에서 보존된 문서. 2007년 1월 4일에 확인함.
9. 1 2 3 4 5  “V for Vendetta Press Footage”. Warner Bros. 2006년 4월 30일에 확인함.
10. 1 2  제이컵슨, 커트. “V for Vendetta – Graphic Enough?”. Logos Journal. 2010년 12월 16일에 원본 문서에서 보존된 문서. 2007년 1월 13일에 확인함.
11. ↑  번, 폴. “The Rea Thing”. 《eventguide》 (InterArt Media). 2008년 12월 27일에 원본 문서에서 보존된 문서. 2006년 5월 13일에 확인함.
12. ↑  우티치, 조 (2006년 3월 20일). “Exclusive Interview with Stephen Fry — V for Vendetta”. 필름포커스. 2007년 9월 27일에 원본 문서에서 보존된 문서. 2007년 1월 4일에 확인함.
13. ↑  “V for Vendetta: A Brave, Bold Film for Gays and Lesbians”. 《afterellen.com》. 2010년 8월 21일에 원본 문서에서 보존된 문서. 2006년 4월 6일에 확인함.
14. ↑  라이몬도, 저스틴 (2006년 4월 5일). “Go See V for Vendetta”. Antiwar.com. 2007년 1월 4일에 확인함.
15. 1 2 3 4  “V for Vendetta news” (dmy). 《vforvendetta.com》. Warner Brothers. 2006년 3월 31일에 확인함.
16. ↑  “Production Notes for V for Vendetta”. 《official webpage》. vforvendetta.com. 2006년 4월 14일에 확인함.
17. ↑  Johnston, Rich (2005년 5월 23일). “MOORE SLAMS V FOR VENDETTA MOVIE, PULLS LoEG FROM DC COMICS”. comicbookresources.com. 2006년 1월 3일에 확인함.
18. 1 2 3 4  MacDonald, Heidi (2006년 3월 15일). “A FOR ALAN, Pt. 1: The Alan Moore interview”. GIANT Magazine. 2006년 5월 5일에 원본 문서에서 보존된 문서. 2008년 9월 26일에 확인함.
19. ↑  “V for Vendetta Unmasked” (TV-Special). United States: Warner Bros. 2006.
20. 1 2 3  “V for Vendetta — About the production”. 《Official Website》. 2007년 1월 4일에 확인함.
21. ↑  “How E got the V in Vendetta”. The Guardian. 2006년 3월 23일. 2006년 5월 13일에 확인함.
22. ↑  정, 유미 (2006년 3월 15일). “[기획] 알고 보면 더 재밌다 «브이 포 벤데타»”. 맥스무비. 2013년 11월 12일에 원본 문서에서 보존된 문서. 2009년 8월 7일에 확인함.
23. ↑  “Berlin Press Conference 2”. Warner Bros. 2009년 8월 12일에 확인함.
24. ↑  “C Is for Controversy | Columns | SCI FI Weekly”. 2009년 3월 4일에 원본 문서에서 보존된 문서. 2009년 8월 6일에 확인함.
25. ↑  “Natalie Portman's 'V for Vendetta' Postponed”. sfgate.com. 2006년 4월 25일에 확인함.
26. ↑  “V for Vendetta (2006)”. 《boxofficemojo.com》. 2006년 5월 6일에 확인함.
27. 1 2  Moore, Alan; David Lloyd (2008년 12월).  정지욱, 편집. 《V for Vendetta》. 시공사, DC 코믹스. 59쪽. ISBN 1401207928. 이건 베토벤 5번 교향곡인데…. 빠바바밤―! 흐음…. 저건 모스 부호야. 알지? 응. 알파벳 브이를 뜻하는 모스 부호라고
28. 1 2  “Newswatch 1940s”. 《news.bbc.co.uk》. 2006년 11월 21일에 확인함.
29. ↑  Andersen, Neil. “V for Vendetta”. 《CHUM.mediaeducation.com》. 2006년 12월 7일에 원본 문서에서 보존된 문서. 2007년 1월 20일에 확인함.
30. ↑  Peterman, Eileen (2006년 4월 9일). “V for Vendetta (R)”. BoxOfficeCritic.com. 2006년 8월 26일에 원본 문서에서 보존된 문서. 2007년 1월 20일에 확인함.
31. ↑  Suprynowicz, Vin (2006년 4월 2일). “VIN SUPRYNOWICZ: I wanted to like 'V for Vendetta'”. BoxOfficeCritic.com. 2007년 1월 20일에 확인함.
32. ↑  Spoken by V's character, in his final confrontation with Sutler
33. 1 2  Ebert, Roger. “V for Vendetta”. 《rogerebert.suntimes.com》. 2011년 6월 6일에 원본 문서에서 보존된 문서. 2006년 3월 16일에 확인함.
34. 1 2 3  Stein, Ruthe (2006년 3월 16일). “In 'Vendetta,' disastrous U.S. and British policymaking gives rise to terrorism -- what a shocker”. 《sfgate.com》. 2012년 12월 16일에 원본 문서에서 보존된 문서. 2006년 1월 4일에 확인함.
35. ↑  Travers, Peter. “V for Vendetta”. 《rollingstones.com》. 2008년 7월 24일에 원본 문서에서 보존된 문서. 2007년 1월 3일에 확인함.
36. ↑  Chocano, Carina. “'V for Vendetta'”. 2008년 6월 12일에 원본 문서에서 보존된 문서. 2006년 3월 17일에 확인함.
37. ↑  Boudreaux, Madelyn (2004년 8월 13일). “An Annotation of Literary, Historic, and Artistic References in Alan Moore's comic book, V for Vendetta”. Madelyn Boudreaux. 2007년 1월 4일에 확인함.
38. ↑  Skinn, Dez. “CI #181: Special Web Preview of V FOR VENDETTA”. 《qualitycommunications.com》. 2006년 10월 12일에 원본 문서에서 보존된 문서. 2007년 1월 4일에 확인함.
39. ↑  Moore, Alan; David Lloyd (2005년 11월). 《V for Vendetta》. DC 코믹스. Inside Cover쪽. ISBN 1401207928.
40. ↑  “A for Anarchy, E for Execution”. 《lewrockwell.com》. 2006년 4월 11일. 2011년 6월 29일에 원본 문서에서 보존된 문서. 2012년 4월 25일에 확인함.
41. ↑  “‘V’ for (international) victory”. 보스턴 헤럴드. 2006년 3월 21일에 원본 문서에서 보존된 문서. 2006년 3월 22일에 확인함.
42. ↑  “V for Vendetta Posts Strong IMAX Opening”. 《vfxworld.com》. 2007년 10월 7일에 원본 문서에서 보존된 문서. 2006년 3월 22일에 확인함.
43. ↑  “V for Vendetta (2006)”. 《rottentomatoes.com》. 2006년 4월 6일에 확인함.
44. ↑  “V for Vendetta”. 《atthemovies.com》. 2010년 4월 18일에 원본 문서에서 보존된 문서. 2006년 4월 23일에 확인함.
45. ↑  장, 재일. “홍성진 영화해설”. 네이버 영화. 2009년 8월 5일에 확인함.
46. ↑  로스, 조너선. “Jonathan on... V for Vendetta”. 《BBC》. 2006년 4월 23일에 확인함.
47. 1 2 3 4  번스, 숀. “V for Vendetta”. 《PW》. 2007년 9월 30일에 원본 문서에서 보존된 문서. 2007년 7월 28일에 확인함.
48. ↑  게린, 해리. “V for Vendetta”. 《rte.ie》. 2006년 4월 23일에 확인함.
49. ↑  데이비드 S. 코언. “'Superman' tops Saturns”. 버라이어티. 2007년 5월 11일에 확인함.
50. ↑  앨런 무어; 데이비드 로이드. 〈BOOK ONE 지배 뒤의 유럽〉. 《브이 포 벤데타》. 시공사. 9쪽., “좋은 밤입니다, 런던. 저녁 9시. 중파 275, 285Hz로 방송되고 있는 ‘운명의 목소리’입니다. 오늘은 1997년 11월 4일.”
51. ↑  앨런 무어; 데이비드 로이드. 〈BOOK ONE 지배 뒤의 유럽〉. 《브이 포 벤데타》. 시공사. 28쪽., “그들이 런던으로 행군해 들어왔던 게 기억나요. …… 사람들은 환호했어요.”
52. ↑  앨런 무어; 데이비드 로이드. 〈BOOK ONE 지배 뒤의 유럽〉. 《브이 포 벤데타》. 시공사. 10쪽., “…저기…, 저어…. 저랑 자고 싶지 않으세요? 음…. 그러니까…. 돈을 내고요.”
53. ↑  앨런 무어; 데이비드 로이드. 〈BOOK TWO 이 잔혹한 카바레〉. 《브이 포 벤데타》. 시공사. 96쪽., “어, 알죠? 당신이 나랑은 절대로 잠자리를 함께하지 않는 거라거나….”
54. ↑  앨런 무어; 데이비드 로이드. 〈BOOK THREE 마음대로 하는 나라〉. 《브이 포 벤데타》. 시공사. 210쪽 ~ 211쪽., “놈의 머릿속에 들어가야만 해. 그자가 생각하는 방식대로 생각해야 한다고. …바로 그게 불편하다는 거야. …… 리이서직 애시드 다이틸레마이드. 표준 복용량은 200마이크로그램이라는데 내가 그걸 어떻게 재지? …… 네 알. 이거면 충분할지 궁금하다. 아니면 너무 많으려나?”
55. ↑  앨런 무어; 데이비드 로이드. 〈BOOK THREE 마음대로 하는 나라〉. 《브이 포 벤데타》. 시공사. 199쪽., “수잔은 크리디가 자신이 망가질 때까지 기다렸다가 개인 군대로 쳐들어가서 쿠데타를 일으키려 한다는 걸 모르나? …… 그의 정신은 파괴되고 있어.”; 앨런 무어; 데이비드 로이드. 〈BOOK THREE 마음대로 하는 나라〉. 《브이 포 벤데타》. 시공사. 225쪽., “모든 정보를 종합해 보면 불쌍한 수잔은 미쳐가고 있어!”
56. ↑  앨런 무어; 데이비드 로이드. 〈BOOK THREE 마음대로 하는 나라〉. 《브이 포 벤데타》. 시공사. 184쪽., “난 사랑받고 있는 건가? 두려움의 대상이 아니라, 존경의 대상이 아니라, 사랑받는 대상인가?”
57. ↑  앨런 무어; 데이비드 로이드. 〈BOOK THREE 마음대로 하는 나라〉. 《브이 포 벤데타》. 시공사. 232쪽., “웃고, 환호하고, 손을 흔든다. 최소한 그들은 날 버리지 않았다…. …… 저들을 더 사랑하기 위해 노력할 것이다. 저들은 내가 가진 전부이다. 나도 손을 흔들어 화답할까? 연습한 것처럼 보이거나, 진실하지 않은 것처럼 보이면 안 된다. 그런 것이 아닌, 마음속으로부터 우러나오는 몸짓이어야 할 것이다….”
58. ↑  앨런 무어; 데이비드 로이드. 〈BOOK ONE 지배 뒤의 유럽〉. 《브이 포 벤데타》. 시공사. 27쪽., “그 많은 원자폭탄들이 날씨를 이상하게 만들었어요. 안 좋게요. …… 거의 모든 지역이 물에 잠겨 있었어요. 템스 강 댐이 터졌던 거죠. …… 날씨는 모든 농작물들을 파괴했어요.”
59. ↑  앨런 무어; 데이비드 로이드. 〈BOOK THREE 마음대로 하는 나라〉. 《브이 포 벤데타》. 시공사. 258쪽 ~ 259쪽.
60. ↑  앨런 무어; 데이비드 로이드. 〈BOOK THREE 마음대로 하는 나라〉. 《브이 포 벤데타》. 시공사. 190쪽., “당신을 사랑합니다.”; 앨런 무어; 데이비드 로이드. 〈BOOK THREE 마음대로 하는 나라〉. 《브이 포 벤데타》. 시공사. 196쪽., “오, 하느님…, 내…, …운명…. 오…. 오, 내 사랑. 내…. 오오오…. 흐…학…. 아.”
61. ↑  앨런 무어; 데이비드 로이드. 〈BOOK THREE 마음대로 하는 나라〉. 《브이 포 벤데타》. 시공사. 201쪽., “나의 적은 떠돌아다니면서도 집에는 사랑하는 부인이 있었어.”
62. ↑  앨런 무어; 데이비드 로이드. 〈BOOK ONE 지배 뒤의 유럽〉. 《브이 포 벤데타》. 시공사. 14쪽.
63. ↑  앨런 무어; 데이비드 로이드. 〈BOOK ONE 지배 뒤의 유럽〉. 《브이 포 벤데타》. 시공사. 39쪽 ~ 41쪽.
64. ↑  앨런 무어; 데이비드 로이드. 〈BOOK THREE 마음대로 하는 나라〉. 《브이 포 벤데타》. 시공사. 185쪽.
65. ↑  앨런 무어; 데이비드 로이드. 〈BOOK THREE 마음대로 하는 나라〉. 《브이 포 벤데타》. 시공사. 186쪽.
66. ↑  앨런 무어; 데이비드 로이드. 〈BOOK THREE 마음대로 하는 나라〉. 《브이 포 벤데타》. 시공사. 262쪽.
67. ↑  MDL http://www.mydvdlist.co.kr/mdlkth/browse/browse_total.asp?tsearch=ss&searchgubun=movie&searchcode=25265&mediatype=DVD%5B깨진+링크(과거+내용+찾기)%5D
68. ↑  V for Vendetta - DVD Sales - The Numbers
69. ↑  “V For Vendetta Easter Egg - Natalie Portman SNL Digital Short Rap” (영어). Eeggs.com. 2009년 8월 11일에 확인함.